# حرم امام رضا
حرمِ امام رضا یا حرم رضوی آرامگاه علی بن موسی الرضا، امام هشتم شیعیان دوازده امامی است. این مکان که در مرکز شهر مشهد در خراسان رضوی، ایران واقع شده، نزد شیعیان امامی به‌عنوان «حرم» و مکانی مقدس گرامی داشته می‌شود. این زیارتگاه سالانه بازدیدکنندگان زیادی دارد. این آرامگاه، تنها مقبره یک امام شیعه در کشور ایران است.
دیرینگی قدیمی‌ترین بخش‌های این حرم به سال ۶۱۰ ه‍.ق (دههٔ ۱۲۳۰ م) می‌رسد. از دورهٔ تیموریان هم‌زمان با نوسازی بسیاری از بناهای کهن خراسان در توس، هرات و نیشابور، به این مکان نیز توجه ویژه‌ای شد. بسیاری از ساختمان‌های این حرم از دورهٔ صفویان به‌ویژه روزگار شاه تهماسب یکم به‌جا مانده‌است. وسعت حرم در طول این بازسازی‌ها از ۱۲ هزار مترمربع به مساحت کنونی آن در حدود یک میلیون متر مربع رسیده‌است که آن را تبدیل به یکی از بزرگ‌ترین اماکن مذهبی جهان کرده‌است. این بنا در دوره‌های مختلف حکومت در ایران، مورد توجه شاهان قرار گرفته‌است و بارها توسط دودمان‌های حکومتی مختلف، بازسازی و توسعه یافته‌است. از تاریخچه حرم تا پیش از دوره سامانیان اطلاع اندکی در دست است و تنها به داشتن بقعه‌ای مشهور به بقعه هارونیه که علی بن موسی الرضا در آن دفن شده‌است اشاره شده‌است.
حرم امام رضا مجموعه‌ای است با کانونِ آرامگاهِ علی بن موسی الرضا که دیگر مسجدها، آرامگاه‌ها، رواق‌ها، صحن‌ها، کتابخانه‌ها و موزه‌ها را دربر می‌گیرد. نقطه مرکزی حرم که محل دفن علی بن موسی الرضاست، به روضه منوره مشهور است و فضایی چهارگوش با طول و عرض تقریبی ۱۰ متر است. در گرداگرد این فضا، رواق‌ها، مساجد و صحن‌هایی هستند که هر کدام مربوط به دوره تاریخی مشخصی هستند. قدیمی‌ترین و نزدیکترین بنای متصل به روضه منوره، مسجد بالاسر است. مسجد گوهرشاد که اولین مسجد جامع مشهد نیز بود در فضای حرم قرار گرفته‌است. در فضای روضه منوره، یک ضریح موجود است که از جنس نقره و طلا است. وجود ایوان‌ها، رواق‌ها و مدرسه‌ها در گرداگرد حرم، به وسعت این حرم افزوده‌است. هم‌اکنون ۲۱ رواق، چهار ایوان، چهار مدرسه، دو سقاخانه، ۹ صحن و شش بست در حرم گزارش شده‌است. علاوه بر موارد یادشده، مقبره‌های بسیاری نیز در حرم وجود دارند.
از مراکز وابسته به حرم می‌توان به آستان قدس رضوی اشاره کرد که مدیریت و اداره حرم را عهده‌دار است. ریاست این نهاد بر عهده متولیان است که در دوره‌های مختلف حکومتی، با شرایط و ویژگی‌های مختلفی وضع می‌شدند. علاوه بر بناهای زیارتگاهی حرم امام رضا، کتابخانه، موزه، دارالشفاء، مهمانسرا، نقاره‌خانه و چند بنای دیگر نیز به این حرم متعلق است.

## پیشینه
علی بن موسی الرّضا (به عربی: عَلیُّ بْنُ موسَی الرِّضا؛ زادهٔ ۱۱ ذی‌قعدهٔ ۱۴۸ هجری قمری / ۲۹ دسامبر ۷۶۵ میلادی – درگذشتهٔ آخر صفر ۲۰۳ هجری قمری / ۵ سپتامبر ۸۱۸ میلادی)، فرزندِ موسی بن جعفر و نجمه خاتون و از نسل محمد، پیامبر اسلام، است. او امام هشتم شیعیان دوازده‌امامی بعد از پدرش موسی کاظم و پیش از پسرش محمد تقی است. بیهم دائو می‌گوید به‌نظر می‌رسد که همهٔ منابع، موافق هستند که وی از نظر سیاسی ساکت و علاقه‌مند به تعلیم دینی بوده‌است. برنارد لوئیس می‌گوید علی بن موسی در بخشِ بزرگی از زندگی‌اش، نقشی سیاسی نداشت، اما به‌خاطر علم و تقوایش معروف بود. علی بن موسی الرّضا تا سال ۱۷۹ ه‍.ق که پدرش، موسَی بنِ جَعفَر، در مدینه می‌زیست، در همراهیَش به‌سر می‌بُرد. پس از دستگیری و انتقالِ موسی کاظم به عراق توسط هارون، اموال و دستورهای پدر به وی می‌رسید و رسیدگی به امور شیعیان و پرداخت طلب، به وکالت از پدرش توسط وی انجام می‌شد. او در دوران امامتش در عهد هارون، در صریا زندگی می‌کرد. دوران پنج سالهٔ خلافتِ امین به جنگ میان امین و مأمون گذشت. علی بن موسی الرّضا خویش را از این درگیری برکنار داشت. این دوران، آرامشی نسبی برای فعالیت‌های علی بن موسی الرّضا به‌وجود آورد و وی فرصت گسترش تعالیم خویش را یافت. با مرگِ امین و به‌حکومت رسیدنِ مأمون، خلیفه با بحران‌های فراوانی مواجه شد. مأمون تصمیم گرفت با منصوب کردنِ او به جانشینی‌اش، حمایتِ گروه‌های مختلف شیعه را به سمت خود جلب کند. به‌گفتهٔ جعفر مرتضی عاملی، مورخ شیعه، مأمون و مشاورانش برای آرام کردن علویان در خراسان و سایر سرزمین‌های اسلامی، به فکر انتصاب یکی از علویان به مقامِ ولایتعهدی افتادند. از بین آنها، علی بن موسی الرضا به‌جهت منزلت و اعتبار و نیز عدم شرکت در قیام علیه حکومت، بهترین گزینه بود.

بر همین اساس، در سال ۲۰۰ ه‍. ق، مأمون برای علی بن موسی الرّضا دعوتنامه‌ای جهت آمدن به مرو نوشت و رَجاءِ بنِ اَبی‌ضَحّاک، دایی فضل بن سهل و غلامی به‌نام فِرناس یا یاسر را فرستاد تا همراه او در این سفر باشند. از سوی دیگر، شیخ صدوق، محدث شیعه، چنین گزارش می‌کند که مأمون در نامه‌نگاری‌های متعدد، از علی بن موسی درخواستِ عزیمت به مرو را می‌کرد و علی بن موسی این درخواست را با بهانه‌ها و دلایل گوناگون رد می‌نمود. این امتناع سبب شد تا مأمون به‌اجبار علی بن موسی را به مرو بیاورد. به‌گزارشی که صدوق، محدث شیعه، در عیون اخبارَ الرّضا نقل می‌کند، پس از رسیدن علی بن موسی الرضا به مرو، مأمون در ابتدا پیشنهاد کرد تا از خلافت به‌نفع خلافت علی بن موسی کناره‌گیری کند. علی بن موسی در ردِّ ادعای مأمون به او گفت: «اگر خلافت متعلق به توست، پس حق نداری ردایی که خداوند تنت کرده، از تن بیرون بیاوری و به دیگری ببخشی؛ اما اگر خلافت متعلق به تو نیست، اجازه نداری چیزی که متعلق به تو نیست را به من ببخشی.» پس از آن، مأمون پیشنهاد ولایتعهدی را داد، اما علی بن موسی الرّضا از پذیرش این پیشنهاد سرباز می‌زد. علی بن موسی نزدیک به دو ماه در برابر پیشنهادِ ولایتعهدی مقاومت کرد و در نهایت با اکراه، آن را پذیرفت، به‌شرط اینکه هیچ فعالیت حکومتی رسمی انجام ندهد. منابع بعدیِ امامیه مانند عیون اخبار الرّضا، تأکید می‌کنند که علی بن موسی ولایتعهدی را تنها بدین دلیل که به مرگ تهدید شده بود، پذیرفت. اولین موج مخالفت‌ها در انتصاب علی بن موسی، از جانب برخی از سران کاخ مأمون گزارش شده‌است. طبق آنچه صدوق نقل می‌کند، دلیل این افراد، کینه شخصی از علی بن موسی بوده‌است. تصمیمِ شگفت‌آورِ ولایتعهدیِ علی بن موسی الرّضا که از سوی خلیفه گرفته شد، بی‌درنگ مخالفتِ شدیدِ گروه‌های مخالف به‌ویژه عباسیان را برانگیخت و این مخالفت حتی در خراسان بزرگ — که زیر نفوذِ وزیر ایرانی‌تبار، فضل بن سهل بود — دیده می‌شد. فشارهای حزبِ مخالف خلیفه در بغداد، او را از این تصمیم پشیمان کرد. نگرانی آنان به‌خاطر بیرون آوردنِ امپراتوری اسلامی از دست عباسیان توسط علویان و ایرانی‌ها بود. اعضاء این حزب مخالف در بغداد بیعتِ خود با مأمون را شکستند و عمویش ابراهیم بن مَهدی (د. ۲۲۴ ه‍.ق/۸۳۹ م) را به‌عنوانِ خلیفه در ۲۸ ذی‌حَجّهٔ ۲۰۱ ه‍.ق/۱۷ ژوئیهٔ ۸۱۷ م منصوب کردند. با رسیدن خبر عزل مأمون به مرو، علی بن موسی الرّضا پیشنهادِ عزل خویش از ولایتعهدی را به مأمون داد، اما در مقابل مأمون تصمیم گرفت به بغداد برگردد و از حقش دفاع کند. در دوم شَعبانِ سال ۲۰۲ ه‍. ق، شش ماه پس از استعفای فضل بن سهل از وزارت، هنگامی که مأمون به‌همراه ولیعهد و دربار، قصدِ غرب کرده بود، فضل در سرخس توسط چند تن از فرماندهان سپاه با ضربات چاقو در حمام کشته شد. به‌گزارش قرشی، دو روز بعد وقتی کاروان مأمون به توس رسید، علی بن موسی بیمار شد و درگذشت. به گزارش بیهم دائو، بیشتر منابع نزدیک به واقعه — از جمله منابع امامیه — از دلایل طبیعی به عنوان علت درگذشت علی بن موسی یاد کرده‌اند و در گزارش‌هایی که به قتل وی دلالت دارند، اشاره‌ای مبنی بر دست داشتن مأمون در آن نکرده‌اند. اما در اکثر منابع امامیه از قرن چهارم هجری به بعد و به تبع آنها، منابع اهل سنت، نظریه به قتل رسیدن علی بن موسی الرضا به دستور مأمون و بر اثر مسمومیت مطرح شد.

| قَبرانِ فِی طوسٍ خیرُ النّاسِ کلّهم     |  | و قبرٌ شَرُّهم هذا مِنَ العِبَر     |
| ما ینفَعُ الرِّجسُ من قُربِ الزَّکیِّ و لا |  | علَی الزَّکیِّ بقُربِ الرِّجسِ مِن ضرر |
ترجمه:
در طوس دو قبر قرار دارد، قبر بهترین مردم و قبر بدترین آنان؛ این است از عبرت‌های روزگار، نه ناپاک از نزدیکی به فرد پاک سودی می‌برد و نه شخص پاک از نزدیکی به شخص ناپاک ضرری. (شعر دعبل خزاعی شاعر عرب معاصر علی بن موسی الرضا)

### دفن علی بن موسی الرضا
بنابر معتبرترین گزارش‌ها، درگذشت علی بن موسی در آخرین روزِ صفر سال ۲۰۳ ه‍.ق اتفاق افتاده‌است. تاریخ‌های دیگری در همان محدودهٔ ماه صفر برای این واقعه ذکر شده‌است. علی بن موسی درحالی‌که در سناباد — محل دفن هارون — متوقف شده بود، در حومهٔ نوغان در طوس درگذشت. خلیفه از گروهی از علویان و خویشاوندان علی بن موسی الرّضا از جمله عمویش، محمد بن جعفر، درخواست کرد تا پیکر علی بن موسی را بررسی و تأیید کنند که او به مرگ طبیعی درگذشته است و دستور داد که پیکرش در کنار قبر پدرِ خویش، هارون، در منزل حُمَیْد بن قَحْطَبهٔ طایی در سَناباد در نزدیکیِ نوغان به خاک سپرده شود. مأمون غم و اندوهِ بسیاری از خود نشان داد و بنابر گزارش‌ها بدون عَمامه در مراسمِ تشییع پیکر حاضر شد و به‌مدت سه روز در آنجا به عزاداری پرداخت. بااین‌حال بسیاری از منابع، او را متهم به دست داشتن در مسمومیتِ علی بن موسی الرّضا دانسته‌اند. پیکر رضا را در سمت بالاسرِ قبرِ هارون دفن کردند. به‌گزارش شیخ صدوق، محدث شیعه، علی بن موسی الرّضا در سفر بازگشتش از مرو، هنگام ورود به سناباد و بر سر قبر هارون، به هَرثَمَة بن اَعیَن خبر دفن شدنش در بالاسرِ هارون را داد. سپس از نیت مأمون برای دفن پیکرش در کنار هارون پرده برداشت و به هرثمه اطمینان داد که پایینِ پا و پشت سرِ هارون به‌خاطر سختی، زمین شکافته نمی‌شود و مأمون مجبور است که او را در بالاسرِ هارون دفن کند. بنابر روایت دیگری از شیخ صدوق، در عیون اخبار الرّضا، به‌نقل از هرثمه، بعد از آنکه وی مسموم شد، فرزندش، محمد بن علی، — که پیش از آن در مدینه بود — به‌صورتِ معجزه‌گونه‌ای به خراسان آمد و پدرش را پیش از تغسیل و تکفین مأمون، غسل و کفن نمود. مأمون به‌مدت یک روز، درگذشت علی بن موسی الرّضا را از مردم مخفی کرد و در روز بعد، پس از اطلاع مردم از درگذشت علی بن موسی الرّضا و اجتماع و اعتراضشان، از محمد بن جعفر خواست تا مردم را پراکنده کند. سپس دستور داد تا شبانه او را دفن نمایند.

### پیشینه بنا
بنا بر گزارشی از طبری و یاقوت به نقل از تقی بینش در نخستین کنگرهٔ ایران‌شناسی، در سناباد عمارتی ییلاقی وجود داشت و افرادی از رجال دولتی آن زمان مانند جنید بن عبدالرحمن و حُمَید بن ابی‌غانم طایی در آن اقامت داشتند. در برخی از منابع تاریخی این عمارت را دارِ حُمَید بن قَحْطَبَه گفته‌اند و آن را مِلک شخصی وی دانسته‌اند. تقی بینش همچنین احتمال می‌دهد که بنای اصلی در دورهٔ جنید بن عبدالرحمن — که از سال ۱۱۱ تا ۱۱۶ ه‍.ق فرمانروای خراسان از جانب هشام بود و اغلب در نیشابور یا طوس اقامت داشت — ساخته شده‌باشد و دیگران آن را توسعه داده باشند. ساختمان حرم در باغ حمید که یک ارگ حکومتی بوده قرار داشت و مالکیت آن در اختیار حمید بن قحطبه نبود، اما چون وی آخرین فردی بود که در این باغ سکونت داشته، این باغ به نام وی مشهور گردیده‌است. محمد بن جریر طبری می‌نویسد: «این باغ و بنای باشکوه آن از ابتدا متعلق به حمید بن ابی‌غانم طائی بوده و هارون را در این بنا به‌خاک سپرده‌اند.» بنابراین به‌نظر می‌رسد به‌واسطهٔ تشابه اسمی، به‌نام حمید بن قحطبه مشهور گردیده‌است.
پیش از دفن علی بن موسی الرّضا در سناباد، نام این منطقه «قُبّهٔ هارونی» بوده‌است. مشهور است که مأمون بر قبر پدرش، گنبدی را ساخته بود. اکنون نیز دیوار چینی قدیمی حرم، که بنای آن منسوب به مأمون است، وجود دارد و بنای فعلی بر روی همان ساخته شده‌است. بعد از دفن علی بن موسی الرضا، نام این منطقه به مشهد علی‌الرضا و به اختصار مشهد مبدل شد. این منطقه بعدها و پس از تخریب شهر طوس، جایگزین این شهر شد تا جایی که دیگر شهر طوس احیا نشد. اسم این شهر را ابن حوقل «المشهد»، یاقوت حمویی «مشهدالرضا» و حمدالله مستوفی «مشهد مقدس» عنوان داده‌اند. در کتاب تلخیص الآثار آمده‌است که چون منطقه سناباد شیعه نشین بود و هارون در آنجا دفن شده بود، مأمون علی بن موسی الرضا را در آنجا دفن کرد تا در طی فعالیت‌های عمرانی شیعیان بر روی مقبره امامشان، بارگاه هارون نیز توسعه و احیاء گردد.
پس از دفن علی بن موسی، آبادانی آنجا شتاب گرفت و سامانیان اقدام به ساخت بناهایی در آنجا کردند. در دورهٔ غَزنَویان، ساختمان و قُبّهٔ جدیدی بر آن مقبره ساخته شد و این ساخت و سازها تا دورهٔ صَفَویان ادامه داشت و در حکومت صفویان به اوج خود رسید. توسعهٔ آرامگاه در عصر افشاریان با طلاکاری ایوان صحن ادامه داشت. در دورهٔ قاجاریان، ضریح جدیدی برای بقعه ساخته شد. در دوران سلطنت پهلوی، بیشتر تلاش‌ها معطوف به بازسازی، ترمیم و تغییر کاربری‌های بخش‌های مختلف حرم شد. پس از انقلاب ۱۳۵۷ ایران، طرح‌های مختلفی در توسعهٔ حرم اجرا شد و بیشترین حجم توسعه مربوط به این دوران بوده‌است.

## اهمیت
حرم امام رضا که به حریم رضوی نیز شناخته می‌شود، به جهت دفن علی بن موسی الرضا برای شیعیان و همین‌طور اهل سنت؛ به عنوان یک زیارتگاه و کانون معنوی حائز اهمیت بوده‌است. در اینباره شواهد تاریخی چندان زیادی مربوط به قبل از دوره صفویه وجود ندارد. از آنجا که حضور علی بن موسی الرضا در منطقه شرق اسلامی، تأثیر شگرفی به نفع علویان و بر ضد عباسیان داشت، موجب گسترش معارف شیعه در منطقه نیز شد. بعد از قتل علی بن موسی الرضا نیز تبلیغ تعالیم وی، به راویان و شاگردان وی محول شد و مزار او، کانون معنوی برای شیعیان و پس از اندکی اهل سنت شد. شاعرانی همچون دعبل نیز از همان ابتدا به این آرامگاه توجه داشتند و در اشعار خود به آن اشاره یا به زیارت او دعوت می‌کردند. نقل کرامت‌هایی توسط شیخ صدوق در باب ۶۹ از کتاب عیون اخبارالرضا، نشان‌دهنده تبدیل شدن این مکان به قطبی معنوی در همان ابتدا است. در اینباره از ناطق بالحق در کتاب الافادة فی تاریخ الائمه السادة آمده‌است که رونق مزار علی بن موسی الرضا با وجود اینکه در کنار هارون الرشید مدفون است و شیعیان هر اثری از آثار مخالفان را نابود می‌کردند؛ شایان توجه است. او زائران را از میان عوام و سلاطین شیعه و سنی گزارش می‌کند. از بزرگان اهل سنت که به زیارت علی بن موسی الرضا رفته یا به آن اهتمام داشتند می‌توان به ابوبکر ابن خزیمه، ابوعلی ثقفی، ابن حبان، محمد بن علی بن سهل ماسرجسی، ابوالحسین بن ابی‌بکر فقیه و حاکم نیشابوری اشاره کرد. این مکان امروزه به عنوان بزرگ‌ترین بقاع از بقاع متبرکه در ایران می‌باشد.

## تاریخچه توسعه حرم بر اساس دوران‌ها

عکسی از حرم در سال ۱۳۰۰ ه‍.ق که موقعیت ضریح سوم را نسبت به بنا مشخص می‌کند و همان‌طور که در عکس مشاهده می‌شود، ضریح در مرکز بنا واقع نشده‌است و در سمت چپ تصویر تنگنایی به وجود آمده‌است که در سال ۱۳۴۴ این تنگنا با تراشیدن دیوارهای اطراف بهبود وسیع‌تر گردید.

### حرم در عصر سامانیان
از این منطقه و بنا تا پیش از دوره سامانیان اطلاعاتی در دست نیست و گمانه زنی می‌شود که پیش از اسلام در این منطقه، آتشکده‌ای وجود داشته‌است که گنبدی بر فراز آن بوده‌است. بنابر گزارش ابن شهرآشوب، امیر فائق‌الخاصه که که از امرای خراسان بود، بنایی را بر این مزار ساخت. آورده‌اند که در قرن چهارم، تعداد شیعیان در اطراف حرم امام رضا به قدری زیاد بود که وقتی اهل سنت قصد کردند تا بر روی قبر هارون، صندوقچه‌ای قرار بدهند، ابوالعلاء صاعد بن محمد بن استوائی، نیشابوری (م ۴۳۱ ه‍.ق) از این کار برای جلوگیری از اختلاف و نزاع، جلوگیری کرد. همین امر سبب شد تا وی مورد بازخواست خلفای عباسی نیز قرار بگیرد. از توسعه این بنا در دوران پیش از دیلمیان خبر چندانی گزارش نشده‌است و تنها به رونق داشتن زیارت این مرقد پرداخته شده‌است.

### حرم در عصر دیلمیان
عصر دیلیمیان به جهت به روی کار آمدن حاکمانی شیعی، رونقی را در ساختمان این بنا سبب شد. در زمان عضدالدوله دیلمی بقعه تعمیر، و به پاره‌ای از تزئینات آراسته شد و اطراف کاخ حُمید بن قحطبه خانه‌های مسکونی افزوده شد و توسعه یافت و دژ مستحکمی آن را محافظت می‌کرد. در این روزگار زیارت حرم امام رضا رواج بیشتری از پیش گرفت.

### حرم در عصر غزنویان
در سده چهارم هجری قمری، سبکتکین غزنوی، حرم امام رضا را تخریب کرد و زیارت آن را ممنوع اعلام کرد. محمود غزنوی، قبه را که به‌دست پدرش تخریب شده‌بود، از نو ساخت و بنایی زیبا بر روی آن برپاکرد. با این وجود روایاتی تاریخی گواه آن است که حرم توسط سبکتکین خراب نشده‌است و پسرش محمود غزنوی تنها به بازسازی حرم مشغول شده‌است. در تاریخ بیهقی آمده‌است: «سوری در آن (بقعه) زیارت‌های بسیاری فرمود و مناره‌ای کرد و دیهی خرید فاخر و بر آن وقف کرد.» چند تن دیگر از امیران غزنوی نیز به مرمت و تکمیل بقعه پرداختند و به آبادانی مشهد مشغول شدند. در این خصوص ابوالحسن عراقی معروف به دبیر که از رجال و دبیران دربار غزنوی بود در سال ۴۲۵ ه‍.ق ضمن مرمت بقعه، اولین بنا را به آن افزود که این بنا به مسجد بالاسر معروف است. در حوادث قرن پنجم آورده‌اند که حرم بار دیگر به دست فاتحان ترک تخریب و در قرن ششم مجدد تجدید بنا شد.

### حرم در عصر سلجوقیان
سلجوقیان در قرن‌های ششم و هفتم تعمیرات و خدمات زیادی در آنچه امروز روضهٔ منوره نامیده می‌شود انجام دادند. از جمله امیر عمادالدوله — که مقرب پادشاهان سلجوقی بود — در سال ۵۱۵ ه‍. ق، حرم را تعمیر کرد و ترکان زمرد ملک، دختر خواهرزادهٔ سلطان سنجر، در سدهٔ ششم ه‍.ق ازارهٔ گنبدخانهٔ حرم را با کاشی‌های ممتاز زرین‌فام — که به کاشی سنجری معروف است — مزین کرد که این کاشی‌ها تاکنون در حرم موجودند. متن این کتیبه‌ها جابه‌جا شده و تاریخ دقیق ساخت‌اش روشن نیست؛ با این‌حال برخی آن را مربوط به سال ۵۱۲ یا ۵۵۷ ه‍.ق دانسته‌اند. این کاشی‌ها به دوران علاءالدین محمد خوارزمشاه به سال ۶۱۲ مرمت شدند. این کتیبه‌ها اکنون با قاب‌های بزرگ شیشه‌ای محافظت می‌شوند. در همین دوران‌ها، شرف الدین ابوطاهر بن سعد بن علی قمی پس از مرمت بنا، گنبدی را نیز بر آن ساخت. در همین دوره اولین سنگ قبر باقی‌مانده بر روی قبر قرار گرفت. در سال ۵۴۸ ه‍.ق ترکان غز به مشهد و طوس حمله کردند و در طی آن عالمان شهر را کشته و شهر را به آتش کشیدند. در همین حمله به حرم نیز آسیب‌هایی وارد شد که بعدها توسط سلطان سنجر مرمت شد.

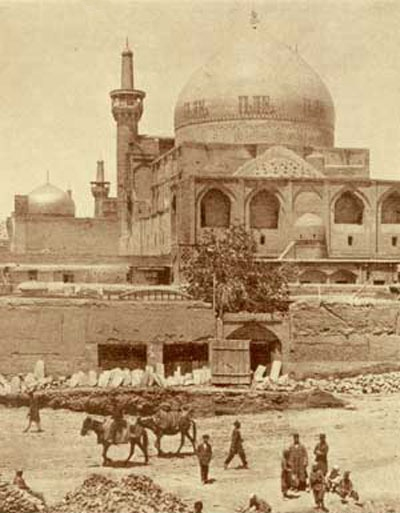
عکسی قدیمی از مسجد گوهرشاد و حرم امام رضا در دوردست

### حرم در عصر خوارزمشاهیان
به عقیده برخی از کارشناسان، در عصر خوارزمشاهیان بازسازی در حرم امام رضا صورت گرفت و مقدار زیادی از کاشی‌های زرین فام و سنجری، متعلق به این دوران است. دو کتیبه مربوط به دوران خوارزمشاهیان بر دیوار شمالی گنبدخانه به نام «صفهٔ شاه‌طهماسبی» جای دارند. علاوه بر این در ضلع شمالی رواق دارالحفاظ، کتیبه‌ای با کاشی ممتاز مربوط به همین دوره وجود دارد. دو محراب از کاشی یکپارچه نیز — که در گذشته درون حرم نصب شده‌بودند و اکنون در موزه جای دارند — از کارهای هنری همین دوران است. محراب جنوب‌غربی و درِ طلای جنوبی گنبدخانه نیز متعلق به ۶۱۲ ه‍.ق است.

### حرم در عصر مغول و ایلخانیان
در دوران حیات ابن بطوطه (۷۰۳–۷۷۹ ه‍.ق)، حرم دارای قندیل‌های نقره، پرده‌های ابریشمی و فرش‌های گوناگون بوده‌است و هنوز قبر هارون باقی بوده‌است. بر روی قبر هارون نیز شمعدان می‌گذاشتند تا با آنها شناخته شود. به‌گزارش ابن ابی الحدید در شرح نهج‌البلاغه، در سال ۶۱۸ ه‍.ق مغول‌ها به طوس حمله کردند و این شهر را غارت کرده و مردم را به قتل رساندند. سپس وارد مشهد شدند و آن‌جا را هم خراب کردند. عطاردی در تاریخ آستان قدس رضوی از قول ابن ابی الحدید می‌نویسد که مغول‌ها مردم مشهد را به قتل رساندند، به حرم رضوی خسارت‌هایی زدند و اموال و اثاثیهٔ آن را غارت کردند، اما به بنای اصلی صدمه نزدند. همچنین عطاملک جوینی در تاریخ جهانگشای از خرابی حرم به دست مغول‌ها چیزی نگفته‌است و فضل بن روزبهان خنجی نیز در مهمان‌نامهٔ بخارا — که حملهٔ مغول‌ها را به طوس و مشهد را شرح داده — بیان می‌کند که مغولان این حرم را خراب نکردند، زیرا کتیبه‌های سال ۶۱۲ ه‍.ق که قبل از این حمله نصب شده بوده هنوز برجاست. با این وجود پطروشفسکی تأیید می‌کند که حرم در سال ۶۱۸ به دست مغولان تخریب شد. بعدها اولجایتو که مذهب شیعه پذیرفته بود، این حرم را بنا کرد. در نهایت، فرسودگی‌ها و احیاناً خرابی‌ها و خسارات واردشده به حرم در دورهٔ حکومت ایلخانیان بازسازی شد. دو کتیبهٔ در ضلع شمالی گنبدخانه نیز، متعلق به سال‌های ۷۱۲ و ۷۶۰ ه‍.ق هستند. بنابر گزارشی که ابن بطوطه در سال ۷۳۴ ه‍. ق، پس از یک سده از واقعه هجوم مغول به حرم امام رضا گزارشگر آن است؛ حرم امام رضا عمارتی زیبا با کاشی‌کاری‌ها و ضریح نقره‌ای تصویر شده‌است و اثری از خرابی وجود ندارد. این احتمال داده شده‌است که این عمارت به تصویر کشیده شده، از ساخته‌های سلطان محمد خدابنده بوده باشد. همچنین گنبد حرم نیز از ساخته‌های اوست. بر همین اساس گنبد حال حاضر را مربوط به این دوره دانسته‌اند. ابنیه این دوره را مسجد بالاسر، یک مدرسه و چند بنای کوچک متصل به ضلع شمالی حرم دانسته‌اند.

### حرم در عصر تیموریان
در دوران حکومت شاهرخ تیموری، آثار ارزنده‌ای در حرم و اطراف آن احداث شد. از این میان می‌توان به دو رواق دارالحفاظ و دارالسیاده و همین‌طور مسجد گوهرشاد اشاره کرد که به سال ۸۲۱ و با نظارت قوام‌الدین شیرازی، از معماران بزرگ وقت تأسیس شدند. این مسجد، نخستین مسجد جامع شهر بود. مدرسهٔ پریزاد، مدرسهٔ دو در و مدرسهٔ سابق بالاسر — که به ضلع غربی دارالسیاده وصل بود اما اکنون جز رواق دارالولایه قرار دارد — از دیگر بناهای ساخته شده در این دوران است. کارشناس با توجه به یافتن قبر ابوالقاسم بابرین بایسنغر بن شاهرخ در زیر گنبد مدرسه سابق بالاسر، ساخت این مدرسه را به وی نسبت داده‌اند. این سه مدرسه، به‌طور همزمان ساخته شده‌اند. دارالحفاظ که مابین حرم و مسجد گوهرشاد بود و بنای تحویل‌خانه یا خزانه که در مشرق دارالحفاظ قرار داشت نیز به این دوره منسوب است. بنای صحن عتیق که صحن تیموری نام داشت و همین‌طور ایوان طلا نیز در این دوره پی ریزی شد که در عصر صفویان تکمیل شد. در همین دوره یک پنجره فولاد به دستور گوهرشاد ساخته می‌شود که قدیمی‌ترین پنجره فولاد حرم است که اکنون در موزه آستان قدس نگهداری می‌شود.

### حرم در عصر صفویان
من مَیامِنَ مِنَنِ الله سبحانُهَ الَّذی زیَّنَ السَّماءَ الدّنیا بزینةِ الکواکبِ و رصَّعِ هذهِ القُبابَ العُلی بدُررِ الثَّواقِب الدُراری أنِ استَسَعد السلطانَ الاَعدَلَ الاعَظمَ و الخاقانَ الاضخمَ الاَکرَمَ أشرَفَ ملوکِ الارض حَسَباً و نسبت و أکرمَهُم خلقاً و ادباً مروج مذَهب أجدادِهِ الائمةِ المعصومین مُحیی مراسم آبائِهِ الطیبینَ الطاهرین السلطانُ ابن السلطان شاه سلیمان الموسوی الصفوی بهادرخان بتذهیبِ هذهِ القبَّةِ العِدسیِّةِ الملَکوتیةِ و تزیینها و تَشرَّفَ بتجدیدها و تحسینِها اذ تطرَّق الانکسارُ و سَقَطَتِ بنیانُها الذَّهبیةِ الَّتی کانت تشرَّقَ کالشَّمس فی رابعة النَّهار بسبب حدوثِ الزّلزلةِ العظیمهِ فی هذه البَلدَةِ الکریمهِ الطیبهِ بسنَةِ أرَبعَ و ثمانینَ و ألفٍ و کان هذه التَّجدیدُ الجدیدُ بسنةِ ستَّ و ثمانینَ و ألفٍ. کَتَبَهُ محمدرضا امامی.

با رسمیت‌یافتن مذهب تشیع در این دوران، بناها و آثار زیادی به حرم افزوده شد. شاه تهماسب یکم علاوه بر اهدای نخستین ضریح، به بازسازی و تذهیب گنبد و طلاکاری گلدستهٔ کنار گنبد فرمان داد. گنبد طلاکاری شده در عصر سلطان محمد و مناره‌های طلاکاری شده در روزگار غزنویان، در دوران شاه تهماسب به مرمت نیاز داشتند و به دستور شاه مرمت صورت پذیرفت و بر گرد مشهد حصاری کشیده شد.
در سال ۹۹۷ ه‍.ق و مصادف با دومین سال سلطنت شاه عباس بزرگ، مشهد مورد هجوم ازبک‌ها قرار گرفت و در پی مقاومت مردم مشهد، عبیدالله‌خان ازبک دستور قتل‌عام مردم مشهد را صادر کرد. مردمی که به حرم نیز پناهنده بودند در پی این حمله کشته شدند. سال بعد نیز عبدالمؤمن‌خان مجدد به مشهد حمله کرد و تمام سادات، عالمان و خادمانی که به حرم پناهنده بودند قتل‌عام کرد و جوی خون در حرم جاری کرد. پس از آن عبدالمؤمن‌خان دستور غارت حرم را داد و زنان و کودکان در حرم را به اسارت گرفت. در پی این حمله بود که شاه عباس به سال ۱۰۱۰ ه‍.ق پیاده به قصد زیارت حرم امام رضا به مشهد آمد و دستور بازسازی حرم را صادر کرد. بر اساس کتیبه نصب شده در حرم، این بازسازی به سال ۱۰۱۶ به پایان رسید. در عهد شاه عباس بنای صحن عتیق کامل شد. در این دوره، رواق‌های دارالفیض و توحیدخانه و رواق گنبد حاتم‌خانی و گنبد الله‌وردی‌خان و رواق شیخ بهاءالدین به حوزهٔ حرم افزوده شد. بر سر در ایوان طلای صحن عتیق نام سلطان حسین بایقرا نقش بسته‌است که مربوط به اواخر قرن نهم قمری بوده‌است و توانسته‌است تا با کمک وزیرش امیر علیشیر نوایی، نیمی از صحن عتیق را پیش ببرد. شاه عباس همچنین شماری از قرآن‌های خطی منسوب به امامان شیعه را به آستان قدس هدیه کرد و املاکی را وقف این آستان نمود. شاه عباس دوم نیز صحن عتیق را تعمیر و کاشی‌کاری کرد. در دوران او و به دستورش گنبد را مجدد طلاکاری کردند. احداث ایوان شمالی و اتاق‌ها، غرفه‌ها، سردرها، و ایوان‌های شرقی و غربی آن، ایجاد رواق توحیدخانه و نیز گنبد الله‌ورودی‌خان از دیگر دستورهای شاه عباس بود که به سرانجام رسید. به فرمان شاه، از این پس پیشوند «مشهدی» را مانند حاجی و کربلایی بر نام کسانی که به مشهد می‌آمدند اضافه کردند.
در سال ۱۰۸۴ ه‍.ق و در زمان شاه سلیمان، در پی زمین‌لرزه‌ای، گنبد حرم آسیب دید و شماری از خشت‌های طلایی آن کنده شد. پس از این واقعه و به فرمان شاه، گنبد بازسازی گردید و کتیبه‌ای بر آن افزوده شد که این رخداد را حکایت می‌نماید. این کتیبه اکنون به صورت چهار ترنج در اطراف گنبد دیده می‌شود. شاه سلیمان گنبد مطهر را، که بر اثر زلزلهٔ ۱۰۸۴ ق / ۱۶۷۳ م شکاف برداشته بود، به‌تصریح کتیبه‌ای که بر آن نصب شده‌است، مرمت کرد و چند مدرسه ساخت. دو بنای مهم آستان قدس — رواق الله‌وردی‌خان و رواق حاتم‌خانی — از ساخته‌های الله‌وردی‌خان و حاتم‌بیگ اردوبادی، از امیران بزرگ صفوی است. ایوانی هم که در ضلع غربیِ دارالضیافه قرار دارد، از بناهای الله‌وردی‌خان است. به گزارش منابع، علاوه بر گنبد حرم، گنبد مسجد گوهرشاد و سه مدرسه پریزاد، دودر، بالاسر و پایین‌سر نیز در این زلزله آسیب دیدند که با دستور شاه سلیمان تعمیر شدند. در تعمیرات این دوره، دارالسیاده و گنبد حرم به سال ۱۰۸۶، مسجد گوهرشاد به سال ۱۰۸۴ تا ۱۰۸۹ و مدرسه پریزاد به همراه مدرسه بالاسر به سال ۱۰۹۱ بازسازی شدند. دو مدرسه دودر و پائین‌پا نیز به ترتیب در سال‌های ۱۰۸۸ و ۱۰۸۷ بازسازی‌شان تکمیل شد.

### حرم در عصر افشاریه

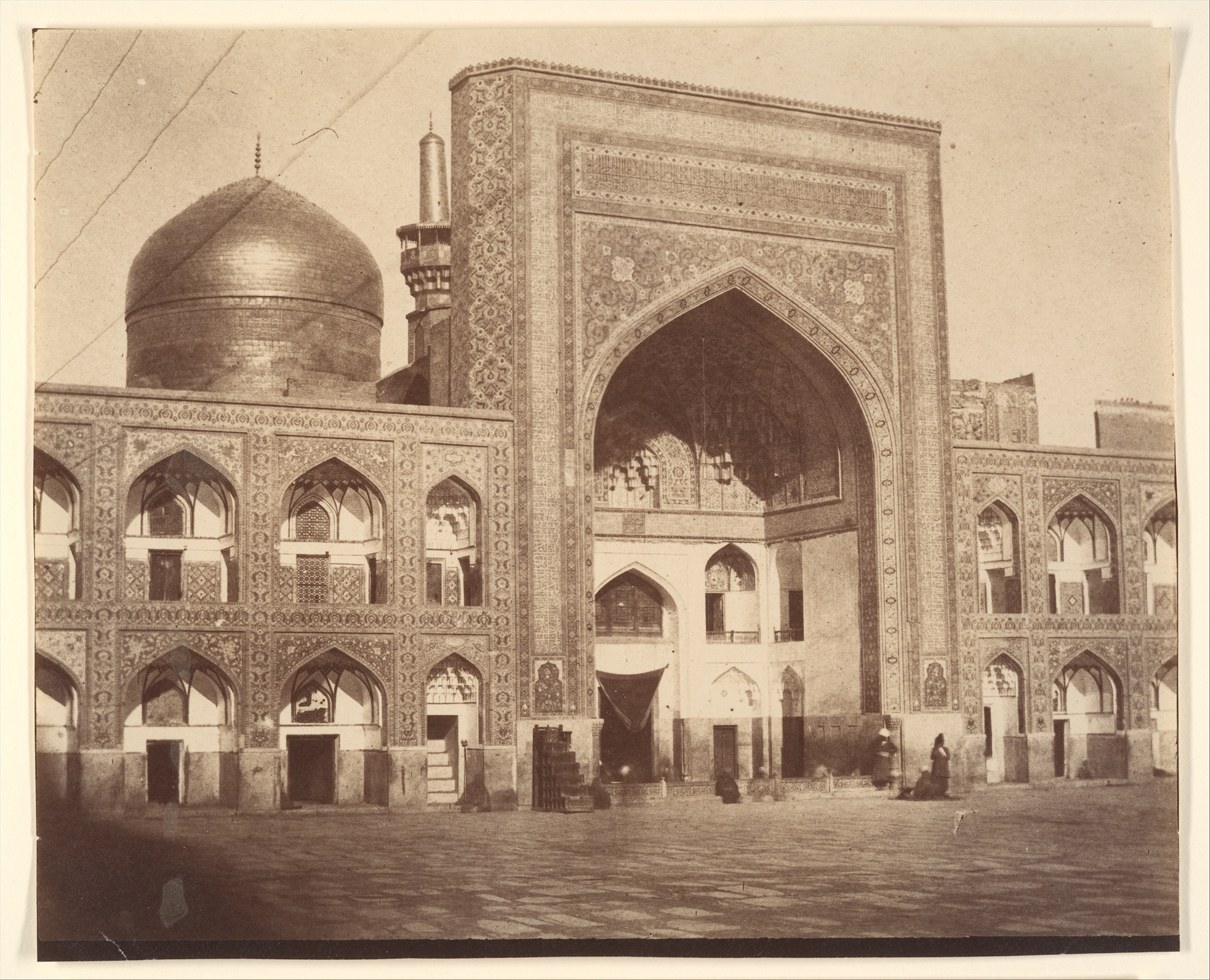
حرم در دهه ۱۲۳۰ خورشیدی (۱۸۵۱ م.)

در دوره افشاریه ایوان صحن تیموری که در دورهٔ سلطان حسین بایقرا ساخته و توسط شاه عباس یکم توسعه یافته‌بود، به‌فرمان نادرشاه طلاکاری شد. همچنین دیوار حرم رنگ‌آمیزی دوباره شد و گلدستهٔ شمالی صحن انقلاب بر فراز ایوان عباسی — که توسط شاه عباس توسعه یافته بود — ساخته و همراه با ایوان جنوبی صحن عباسی طلاکاری شد. همچنین در همان سال، به دستور نادرشاه سنگاب یک پارچه‌ای از جنس مرمر، از هرات به مشهد آورده شد، و پس از آن شخصی به نام اسماعیل خان بر روی آن یک پوشش هشت ضلعی به همراه گنبد ساخت و طلاکاری کرد. پس از نادرشاه، توسط برخی از سلاطین افشاری، به این بنا تعرض‌هایی صورت گرفت. به سال ۱۱۸۳ ه‍.ق شاهرخ فرزند رضاقلی میرزا که نواده نادر بود بر خراسان حکومت می‌کرد و پس از آنکه در سال ۱۱۹۰ ه‍.ق در پرداخت حقوق درمانده شد؛ دستور داد تا طلاهای حرم را استخراج و از آنها مخارج سپاه را پرداخت کرد. نادرمیرزا نیز به اموال اوقافی حرم تعرض‌هایی کرده بود. میرزا مهدی مجتهد که تولیت وقت آستان بود به وی در این خصوص اعتراض‌هایی کرد که سرانجام به کشته شدن میرزا مهدی منتهی شد.

### حرم در عصر قاجاریه
در عهد فتحعلی شاه رواق دارالضیافه و سومین ضریح حرم احداث شدند. بنای صحن آزادی (صحن نو) نیز در سال ۱۲۳۳ به فرمان ناصرالدین شاه ساخته، و ایوان غربی آن طلاکاری شد. همچنین احداث رواق دارالسعاده در محوطهٔ بین صحن آزادی و رواق گنبد حاتم‌خانی در سال ۱۲۵۱ ه‍.ق و بنای مدرسهٔ علی‌نقی میرزا — که بعداً به رواق دارالذکر تغییر یافت — در این دوره انجام شد. احداث دارالسعاده به سال ۱۲۵۱ انجام شد. به گواه کتیبه منسوب بر سر در ایوان شاه عباسی (ایوان شمالی صحن عتیق) این ایوان در عصر محمد شاه مرمت شده‌است. همچنین در دوران تولیت عضدالملک به تاریخ ۱۲۷۶ ه‍. ق، توحیدخانه مبارکه نیز مرمت شده‌است. او در سال ۱۲۷۵ دستور داده بود تا بر روی نقاشی‌های نفیس حرم و کاشی‌کاری‌های قدیمی، آینه‌کاری صورت بگیرد. ناصرالدین‌شاه نیز دستور داد ازارهٔ دیوار، تا بالای ایوان ناصری، و سقف مقرنس آن را با خشت‌های طلا بپوشانند. کمی بعد در دوران حکومت مظفرالدین شاه، دو صحن عتیق و جدید مرمت شدند. پس از آن و در پی وقایع انقلاب مشروطه در ایران، ارتش روسیه تزاری، به حرم امام رضا حمله برد و آن را گلوله‌باران کرد. در پی این حملات، گنبد و بخش‌هایی از حرم آسیب دید که با فعالیت‌های حسین میرزا نیرالدوله و کمک نیکوکاران، خرابی‌های تصحیح شد. این واقعه مربوط به سال ۱۳۳۰ ه‍.ق عنوان شده‌است. تعداد کشتگان این حمله را تا ۸۰۰ نفر نیز گزارش کردند، هرچند تعداد ۶۰–۷۰ نفر، قول مشهور است. پیش از آن نیز به سال ۱۲۳۶ محمد حسن خان سالار پس از اعلان استقلال در مشهد، دستور داد تا طلاهای حرم را جمع کرده، ذوب نمایند و به نامش سکه ضرب کنند. او حرم را غارت کرد و چندی بعد پس از سرکوب قیامش، به سال ۱۲۶۸ مجدد درب‌های حرم با طلای ضخیم پوشش یافت.

### حرم در عصر پهلوی
در سال ۱۳۰۷ ه‍.ش در شبکه پیرامون فلکه حرم امام رضا، تغییرات اساسی صورت پذیرفت و فلکه‌ای به شعاع ۱۸۰ متر از نوک گنبد و به پهنای ۳۰ سانتی‌متر بر گرد حرم تأسیس شد. کمی بعد نیز ساختمان‌های موزه، کتابخانه و تالار تشریفات نیز به این حرم اضافه شد. از وقایع رویداده در عصر رضاشاه پهلوی، ماجرای مسجد گوهرشاد بود که پس از حضور جمعی از معترضان به تصمیمات حکومتی در حرم و مسجد گوهرشاد، به سال ۱۳۱۴ ه‍.ش جمعی از معترضان از جانب نیروهای حکومتی مورد حمله قرار گرفتند و بر اثر تیراندازی صورت گرفته در مسجد گوهرشاد کشته شدند. این واقعه بر اساس گزارش بریتانیا، ۱۲۸ کشته، ۲۰۰ تا ۳۰۰ مجروح و ۸۰۰ بازداشتی داشت. بر اساس گزارش جمهوری اسلامی ایران، بین دو تا پنج هزار نفر کشته شدند و گزارش‌ها از دستگیری ۱۵۰۰ نفر می‌دهد.

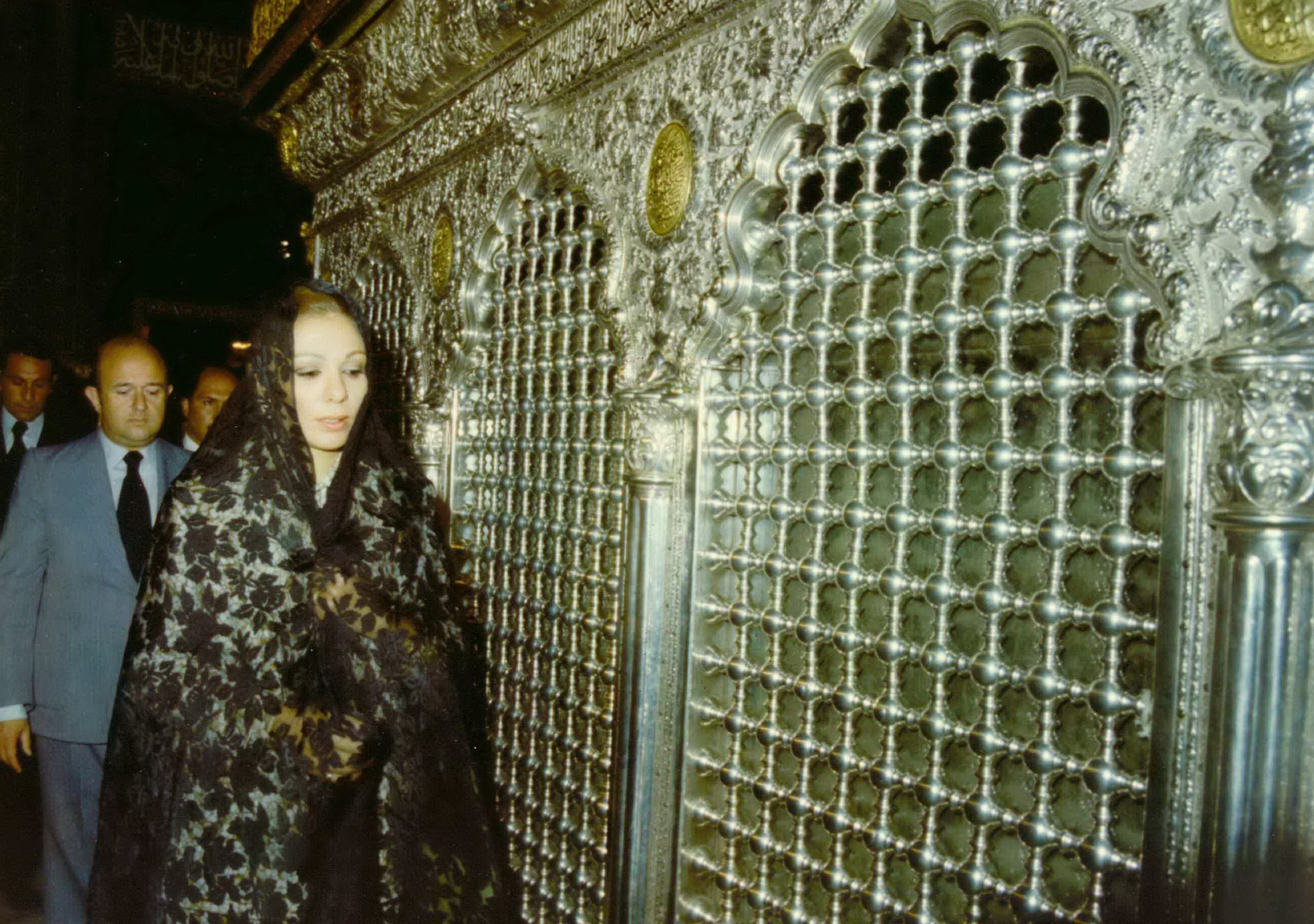
فرح پهلوی با پوشش اسلامی در حرم امام رضا.

در زمان محمدرضا پهلوی طرح توسعهٔ حرم با نظارت عبدالعظیم ولیان، استاندار وقت استان خراسان و نایب‌التولیهٔ آستان قدس رضوی به انجام رسید. در سال ۱۳۵۳ خورشیدی خشت‌های طلایی گنبد را — که شفافیت خود را از دست داده‌بود — برداشتند و پس از رنگ‌آمیزی مجدد با آب طلا، در جای خود قرار دادند. در این دوران، ضریح نیز مرمت شد. همچنین با توسعه حرم، سقف فرسوده مسجد بالاسر با سقفی جدید و بتنی جابجا شد و این سقف از نو کاشی‌کاری و تزئین شد. حرم از ضلع شمالی نیز گسترش یافت و به دارالشکر متصل شد. محراب قدیمی مسجد نیز به موزه منتقل شد. در طرح توسعه حرم در این دوران، ساختمان‌های جدیدی به آستان اضافه شد و ساختمان موزه تأسیس شد. همچنین در فضای مشهد نیز تغییراتی همچون تعریض خیابان‌ها رخ داد. همچنین در این طرح، فاصله بین ضریح و ضلع غربی حرم که تنگنایی به عرض ۸۵ سانت بود، چاره‌ای اندیشیده شد و بر اساس آن، دیواره قدیمی حرم در سمت بالاسر که ضخامتی به مقیاس ۲٫۹۰ داشت و وزن گنبد بر روی آن قرار گرفته بود، تخریب شد و به جای آن پایه‌هایی بتنی جایگزین شد. بر همین اساس قسمت بالاسر گسترش و فضای حرم توسعه یافت. در این دوره کاربری بناهای اطراف مجموعه — که مربوط به سده‌های اخیر بودند — تغییر یافت و این بناها به صحن‌های حرم تبدیل شدند. مسجد زنانه، مسجد ریاض، گنبد اپک میرزا، رواق پس پشت، راه‌رو سقاخانه، محل چهل‌چراغ سابق، محل کشیک‌خانهٔ خدام، و همچنین برخی مدرسه‌ها، تیمچه‌ها یا فضاهای خالی به صورت رواق‌های دارالفیض، دارالشکر، دارالشرف، دارالسلام، دارالذکر، دارالعزه و دارالعباده درآمدند و ساخت صحن موزه (رواق کنونی امام خمینی) و تعویض صندوق عباسی به صندوق سنگی حاج حسین حجارباشی و نصب ضریح چهارم و نوسازی نقاره‌خانه نیز در این دوره رخ داد. رواق‌های دارالزهد، دارالشرف و دارالسرور از بناهای ساخته شده در این دوران است. از وقایع ایام پایانی حکومت پهلوی، مسئله تیراندازی مأموران ساواک به چند فراری در آبان ۱۳۵۷ بود که بر اثر آن چند گلوله به توحیدخانه و دیواره‌های کفشداری گنبد الله‌وردی‌خان اصابت کرد. مأموران همچنین در حرم گاز اشکآور پرتاب کردند و سرآخر موفق به دستگیری فراریان نشدند. در نهایت استاندار خراسان در رادیو مشهد، از مردم عذرخواهی کرد و مردم نیز به نشانه اعتراض، راهپیمایی برگزار کردند.

### حرم در عصر جمهوری اسلامی

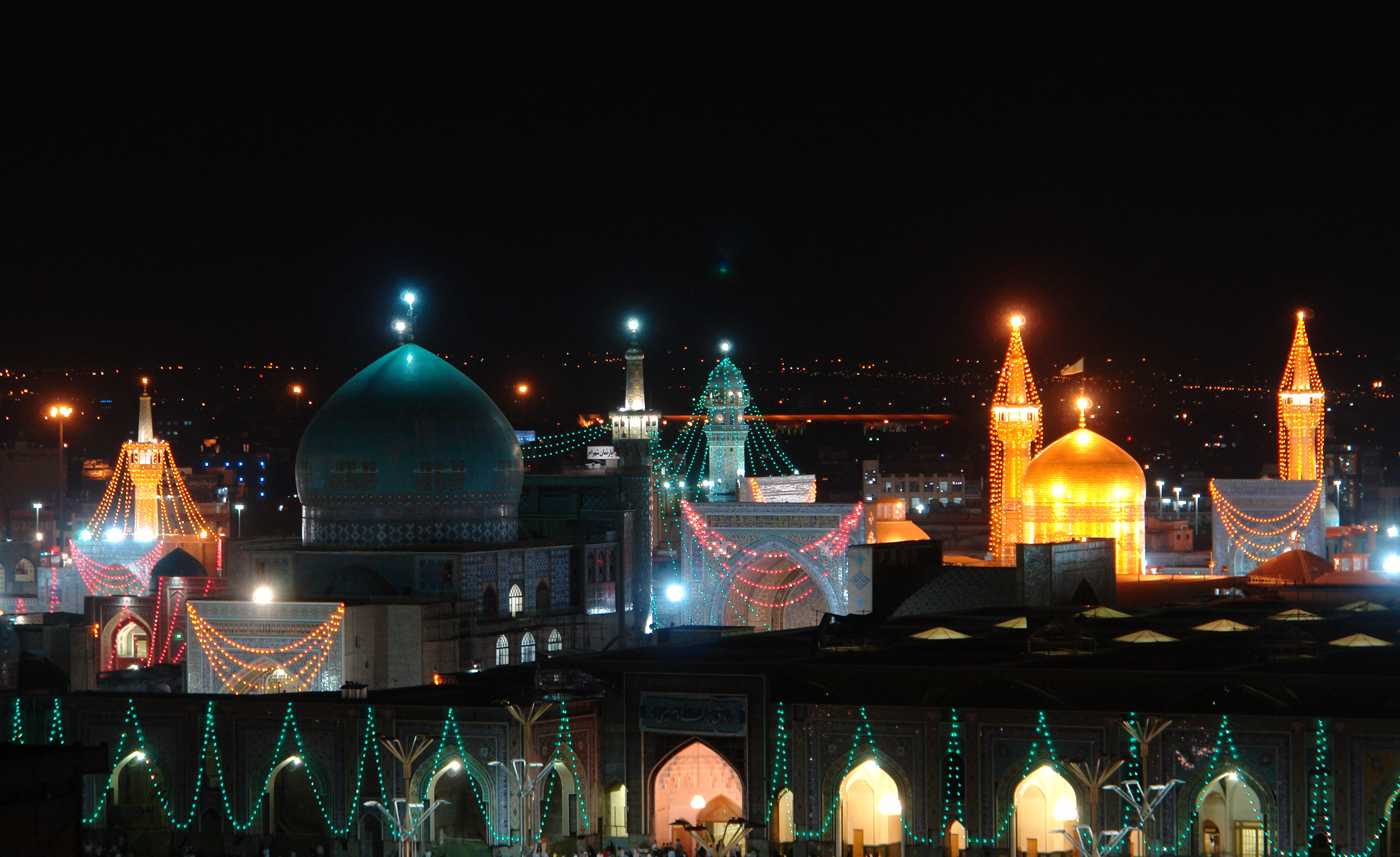
دورنمایی از حرم امام رضا در دههٔ ۲۰۰۰ میلادی.

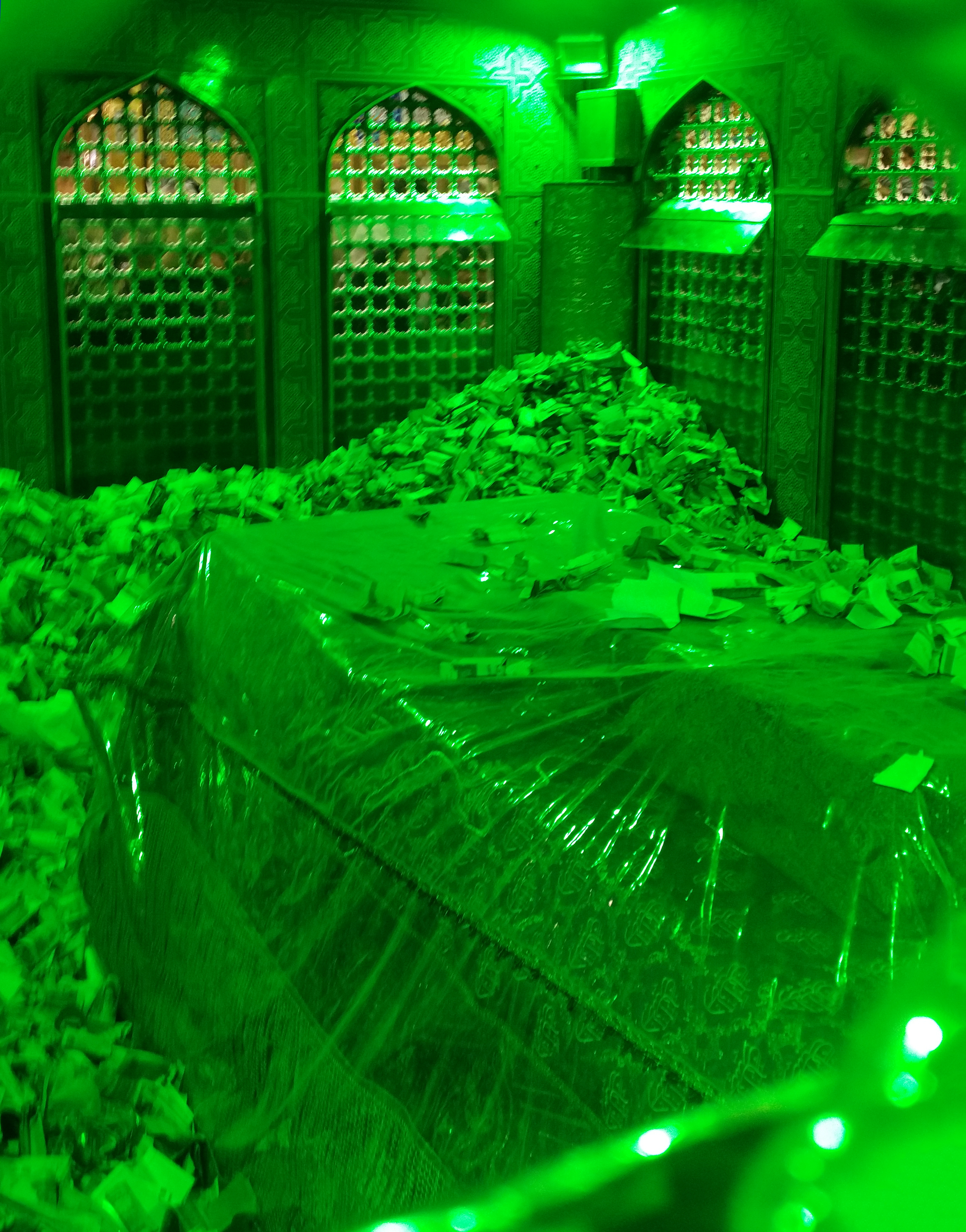
نمایی از داخل ضریح حرم امام رضا.

پس از انقلاب ۱۳۵۷ ایران و استقرار حکومت جمهوری اسلامی در ایران، طرح توسعهٔ حرم دنبال شد و این مجموعه شاهد گسترش زیادی بود. در این دوره، طلای گنبد که بر اثر زمان ساییده شده بودند، با طلای جدید جایگزین شدند و گزارش این تعویض در لوحه‌ای نوشته و بر گنبد نصب شد. از دیگر اقدامات صورت گرفته در این دوره، ساخت رواق دارالولایه، صحن قدس، یک ایوان جدید، سقاخانه، صحن جمهوری اسلامی، دو گلدسته در پشت دربهای شمالی و جنوبی، بست شیخ بهایی، کتابخانه جدید، دانشگاه علوم رضوی و توسعه فلکه حرم و اجرای زیرگذر در زیر حرم است. صحن جامع رضوی، رواق‌های دارالولایه، دارالهدایه، دارالرحمه و دارالاجابه از رواق‌های ساخته شده در این دوران است.
در سال ۱۳۵۸ رواق پشت سر توسعه پیدا کرد و فضاهای پیش رو و پایین پا تعریض شدند. در این دوره چند بست همچون بست شیخ طبرسی و ساختمان‌های مختلفی چون ساختمان دانشگاه علوم اسلامی تأسیس شدند. در این دوره صحن عتیق به صحن انقلاب و صحن موزه به صحن امام خمینی تغییر نام پیدا کردند. در سال ۱۳۵۹ فضای داخلی بنای حرم توسعه یافت و ایستایی گنبد افزایش پیدا کرد و درهای ورودی به بنای حرم در سمت پیش‌رو و پایین پای مدفن، گشایش یافت. آخرین ضریح نصب شده بر روی قبر علی بن موسی الرضا، ضریح مشهور به ضریح آفتاب است که در اسفند ۱۳۷۹ نصب گردید. صحن جمهوری اسلامی، پیامبر اعظم، هدایت، کوثر و رواق امام خمینی در این دوره ساخته شد. و مجموع مساحت مجموعه از ۱۲ هکتار در دوره‌های گذشته، به ۷۰ هکتار تا سال ۱۳۹۲ رسید.
از وقایع تاریخی این دوره می‌توان به انفجار بمب در سال ۱۳۷۳ ه‍.ش اشاره کرد که بر اثر آن، ۲۷ نفر کشته و ۲۹۰ نفر مجروح شدند.

## بخش‌های اصلی حرم

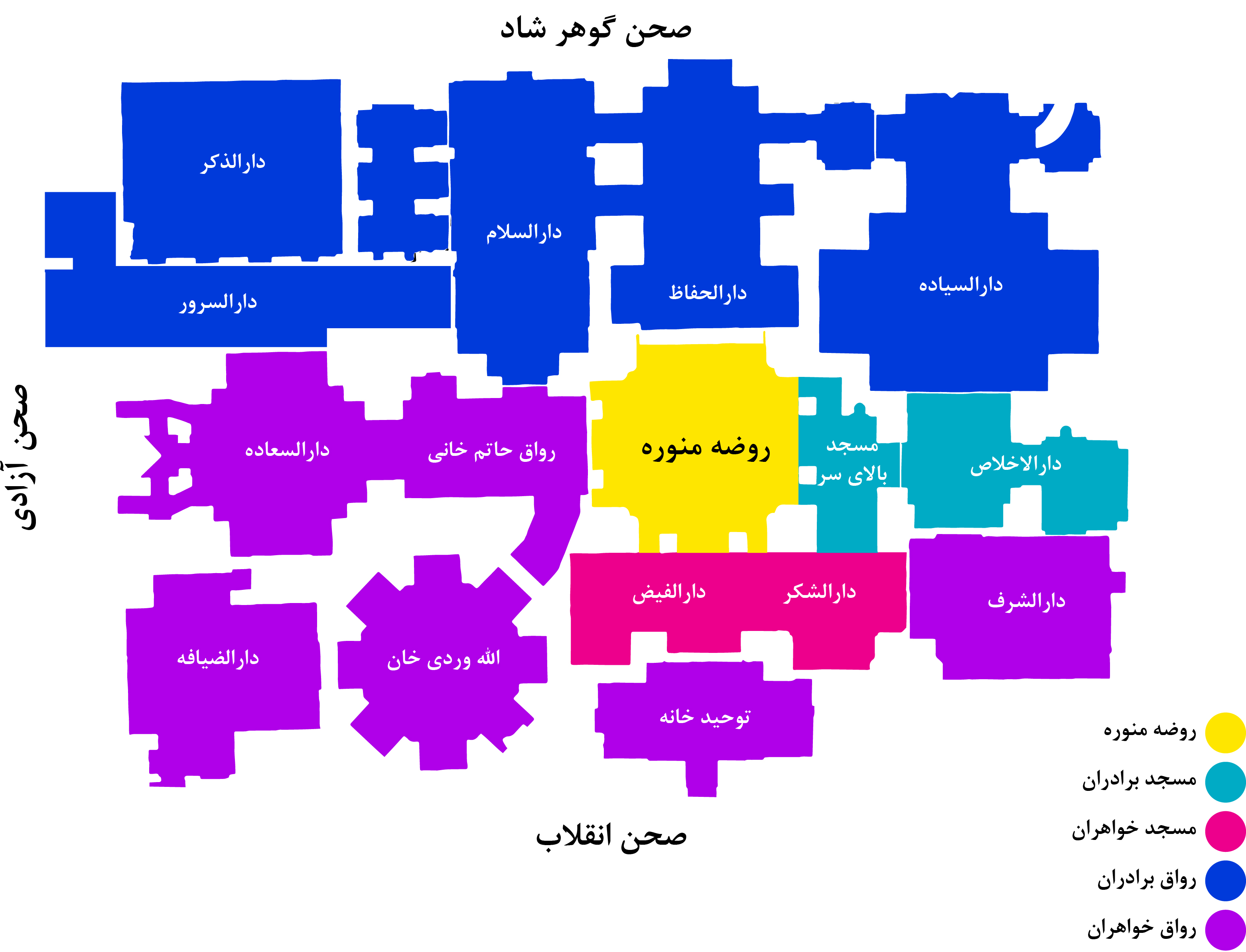
نقشهٔ داخل روضهٔ منوره

بنای حرم قدیمی‌ترین و نخستین بنای مجموعهٔ آستان قدس رضوی است که مدفن علی بن موسی الرضا در زیر آن قرار دارد.

### روضه منوره
روضه در لغت به معنای باغ است. روضه منوره، روضه مقدس یا روضه رضویه در اصطلاح به مجموعه حرم امام رضا و علی‌الخصوص به محل دفن علی بن موسی الرضا گفته می‌شود. این مکان شامل فضایی چهارگوش است که عرض آن ۱۰٫۴۰ و طول آن ۱۰٫۹۰ متر است. در چهارگوشه این بنا نیز چهار صفه با دهانه‌ای ۳ متری وجود دارد که راه ورود به حرم را مهیا می‌کنند. در قسمت بالای درگاه ورودی جنوب (پیش‌رو)، شرق (پایین پا) و شمال (پشت سر) روضه، تاریخ‌های ۱۱۵۵، ۱۲۷۵ و ۱۲۷۷ دیده می‌شود. تاریخ کتیبهٔ منظوم دور گنبدخانه نیز، در مصراع دوم بیتی آمده که سال ۱۲۸۷ را به‌دست می‌دهد. دو در طلاکاری شده در سمت جنوبی و شرقی قرار دارد. در جنوبی تاریخ ۱۲۷۳ ه‍.ق را بر خود دارد، اما ماده تاریخ روی آن، تاریخ ۱۲۷۵ ه‍.ق را به‌دست می‌دهد. درِ شرقی نیز به‌تاریخ ۱۲۸۴ ه‍.ق است. رواق دارالحُفّاظ در سمت جنوب روضه قرار دارد که با سه درِ نقره‌ای با دیگر فضاها در ارتباط است. تاریخ درها ۱۲۷۹، ۱۲۸۹ و ۱۳۷۱ ه‍.ق است. ماده تاریخ کتیبه‌ای بر بالای ازارهٔ رواق تاریخ ۱۲۶۹ را به‌دست می‌دهد.

### مدفن
مدفن علی بن موسی‌الرضا در بالای سر مدفن هارون در زیر گنبدخانهٔ بخش مرکزی و اصلی مجموعهٔ آستان قدس واقع شده‌است. در سال ۱۹۳ ه‍.ق هارون درگذشت و وی را دقیقاً در زیر قبه در مرکز بنا دفن کردند و پس از ده سال علی بن موسی‌الرضا را در بخش غربی در بالای سر هارون دفن کردند که مدفن وی به صفهٔ غربی نزدیک بود. بینش اما مدفن علی بن موسی الرضا در سمت شرقی می‌داند. پس از نصب جعبه و ضریح، تنگنایی به عرض ۸۵ سانتی‌متر در بخش غربی بنا به‌وجود آمد و حرکت زائران را محدود کرد. در سال ۱۳۴۴ دیوارهٔ غربی بنا را — که وزن گنبد بر روی آن قرار و ضخامتی حدود ۳ متر داشت — تراشیدند و ۲ متر از آن را به عرصهٔ درونی حرم افزودند. به این ترتیب تنگنای ذکر شده که در بالای سر مدفن قرار داشت به ۳٫۵ متر رسید و افزون بر آن یک دهانهٔ بزرگ به عرض ۴ متر و در دو طرف آن دو گذرگاه کوچک هر یک به عرض ۱٫۷ متر بین بنای حرم و مسجد بالاسر احداث شد.

هذا هُوَ الْمَرقَدُ الشَّریفُ لِلْإمامِ التَّقیِّ النَّقیِّ الصِّدّیقِ الشَّهیدِ، وارثِ الْأنبیاءِ والْمُرسَلینَ، ثامِنِ الْأئِمَّةِ الْمَعصومینَ مِنْ أهلِ بیتِ رسولِ ربِّ الْعالَمینَ، حُجَّةِ اللهِ علیَ الْخَلقِ أجمَعینَ، سَیِّدِنا و مَوْلانا أبِی‌الْحَسَنِ الرِّضا علیِّ بن موسَی بن جعفرِ بن محمّدِ بن علیِّ بن الْحسَینِ بن علیِّ بن أبی‌طالبٍ صَلَواتُ اللهِ و سَلامُهُ عَلَیهمْ أجمَعینَ

وُلِدَ بِالْمدینةِ فِی الْحادی عَشَر مِن ذِی الْقَعْدَةِ عام ۱۴۸ و اسْتُشْهَدَ بِطوسٍ فی آخِر صَفَر سِنَة ۲۰۳ مِنَ الْهِجرَةِ النَّبَویَّة و قَدْ جَدَّدَ هذا الْمَضجَع الْمُطَهَّر عام ۱۴۱۸ ه‍
| وَ قَبْرٌ بطُوسٍ یالَها مِنْ مُصیبَةٍ     |  | ألَحَّتْ علَی الْأحْشاءِ بِالزَّفَراتِ |
| إلَی الْحَشرِ حَتّیٰ یَبْعَثُ اللهُ قائِماً |  | یُفَرِّجُ عَنَّا الْغَمَّ وَ الْکُرُباتِ   |

#### سنگ مدفن
سه سنگ‌نوشته برای مدفن علی بن موسی الرضا به کار رفته‌است. نخستین سنگ مدفن مربوط به ۵۱۶ ه‍.ق است. این سنگ به طول ۴۰ سانتی‌متر و عرض ۳۰ سانتی‌متر و قطر ۶ سانتی‌متر از جنس مرمر است. روی این سنگ علاوه بر نقش محراب کلماتی با خط کوفی دیده می‌شود که از لحاظ قدمت و اهمیت خط کوفی آن، بسیار ارزش دارد. این متن چنین خوانده شده‌است: «أللهُ أکبَرُ هذا مُقامُ الرِّضا أقبَلْ عَلیٰ صَلَواتِک وَ لاتَکُنْ مِنَ الْغافِلینَ» در اطراف این سنگ سه کتیبه به چشم می‌خورد. حاشیهٔ نخست سنگ این متن را بر خود دارد: «أللّهُمَّ صَلِّ عَلیٰ محمّدٍ و علیٍّ و فاطِمَةَ و الْحسنِ و الْحسَینِ و علیٍّ و محمّدٍ و جعفَرٍ و موسیٰ و علیٍّ و محمّدٍ و علیٍّ و الْحسنِ و الْقائِمِ الْحُجَّةِ» کتیبهٔ دوم اطراف آن است و آیه‌ای از قرآن را دربردارد: «بِسْمِ اللهِ الرَّحْمٰنِ الرَّحِیمِ إِنَّمَا وَلِیُّکُمُ اللَّهُ وَرَسُولُهُ وَالَّذِینَ آمَنُوا الَّذِینَ یُقِیمُونَ الصَّلَاةَ وَیُؤْتُونَ الزَّکَاةَ وَهُمْ رَاکِعُونَ» در حاشیهٔ داخلی سنگ در اطراف نقش محرابی آن به خط ریزتر به تعمیر حرم و بانی آن اشاره شده‌است: «أمَرَ بِعمارَةِ الْمشهدِ الرَّضویِّ علیِّ بنِ موسٰی ألْعَبدُ الْمُذْنِبُ الْفَقیرُ إلیٰ رَحمَةِ اللهِ أبوالقاسم أحمدُ بنُ علیُّ بنُ أحمدُ الْعَلَویُّ الْحُسینی تَقَبَّلَ اللهُ مِنْهُ» در ذیل آن نیز، نام سازندهٔ سنگ «عبیدالله بن احمد قره» آمده‌است.
دومین سنگ مدفن که هم‌اکنون بر روی مدفن موجود در سرداب قرار دارد و از جنس مرمر آهکی سفید رنگ به ابعاد ۶۰ در ۴۰ سانتی‌متر است. از تاریخچه این سنگ اطلاعاتی در دست نیست. سومین سنگ مدفن سنگی از معدن توران‌پشت در نزدیکی یزد است و رنگ سبز چمنی و ابعاد ۲٫۲۰ در ۱٫۱۰ و ضخامت یک متر و وزن ۳۶۰۰ کیلوگرم دارد. این سنگ که بر طبقهٔ همکف موجود است، هم‌زمان با نصب ضریح پنجم در سال ۱۳۷۹، در طبقهٔ همکف در حرم قرار داده‌شد. بر روی سنگ آخرین اطلاعات زندگانی علی بن موسی الرضا نقش بسته‌است.

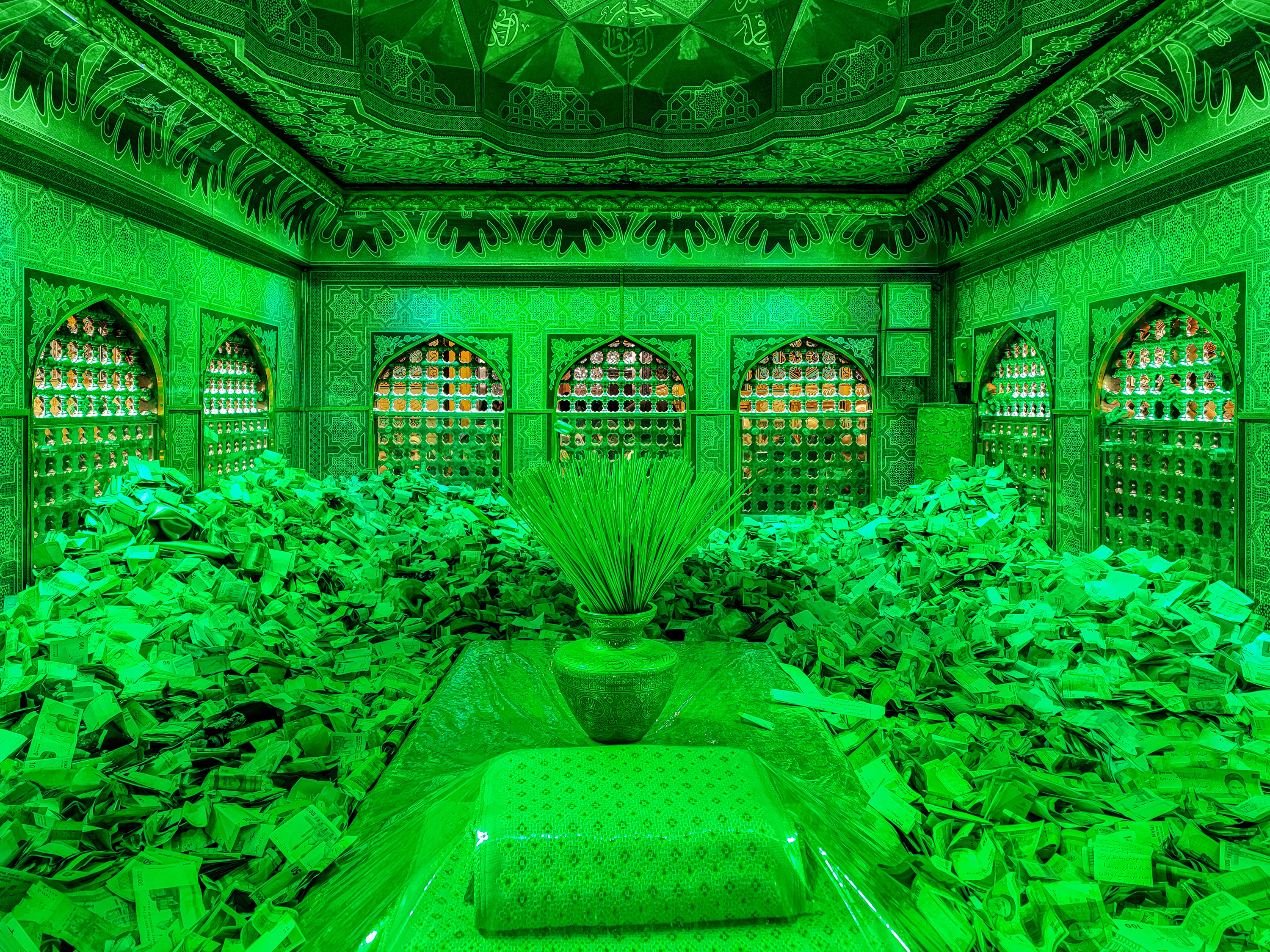
نمایی از داخل ضریح - بهمن ۱۴۰۲

#### صندوق‌های روی مدفن
از اوایل قرن ششم ه‍.ق صندوقی چوبی روی مرقد امام وجود داشت. این صندوق از جنس چوب اعلا بود و با روکش و بست‌هایی از جنس نقره تزیین شده بود. این صندوق در سال ۵۰۰ ه‍.ق توسط انوشیروان زرتشتی که از اهالی اصفهان بود، به حرم امام رضا هدیه شد. ابن بطوطه در سال ۷۳۴ ه‍.ق در سفری به مشهد این صندوق را مشاهده کرده که با روکش نقره پوشیده شده و آن را در کتاب تحفه‌النظار وصف نموده‌است. پس از پوسیده‌شدن صندوق نخست، صندوقی از چوب فوفل، با روکش و میخ‌های طلا توسط شاه عباس صفوی در سال ۱۰۲۲ ه‍.ق بر روی مرقد نصب شد. بر لبهٔ فوقانی آن صفحه‌ای از طلا به خط علیرضا عباسی نوشته شد: «کلب آستان ولایت شاه عباس الحسینی الموسوی الصفوی تقدیم نمود سنه ۱۰۲۲ ه‍. ق» این صندوق قرن‌ها در سرداب مانده و پوسیده شده‌بود تا این‌که در سال ۱۳۱۱ هجری شمسی آن را بیرون آورده و بست‌های سیاه‌شده‌اش را جلا دادند. طلای صندوق را زیر نظر عالمان وقت، صرف خرید املاکی برای وقف به حرم امام رضا نمودند. این صندوق اکنون در موزهٔ آستان قدس رضوی نگهداری می‌شود و نام آن صندوق عباسی بود. در سال ۱۳۱۱ خورشیدی صندوقی سنگی از جنس مرمر لیمویی از معدن شاندیز به‌هزینهٔ حاج حسین حجارباشی زنجانی به جای صندوق دوم قرار داده‌شد. در سال ۱۳۷۹ به کلی صندوق سوم برداشته‌شد و به‌جای آن سنگ مدفن یک متری سبز رنگی که بالاتر به آن اشاره شده، قرار داده‌شد.

### ضریح
از تاریخچه ضریح‌های نصب شده بر مدفن علی بن موسی الرضا پیش از دوران صفویه اطلاعاتی در دست نیست. با این وجود اولین ضریح حرم در دورهٔ صفویه نصب شد و از آن زمان تاکنون، در کل پنج ضریح برای مدفن علی بن موسی الرضا ساخته و نصب شده‌است. این ضریح از جنس چوب و طلا و نقره بوده و مربوط به اواسط قرن دهم و زمان حکومت شاه طهماسب است که در سال ۹۵۷ ه‍.ق ساخته و نصب شده‌است. در کتیبهٔ دور آن سورهٔ هل اتی به خط ثلث نگاشته شده و بر کتیبه‌ای از جنس طلا در سر ضریح، سابقهٔ تاریخی و تاریخ نصب آن نوشته شده‌است که به شرح زیر است: «در عهد سلطنت بنده، شاه ولایت شاه طهماسب صفوی، این محجر مبارک در این مکان مقدس نصب گردید. سنه۹۵۷»

ضریح سوم

پس از فرسوده‌شدن ضریح نخستین، دومین ضریح موسوم به ضریح «نگین‌نشان»، از جنس فولاد مرصع (جواهرنشان) در سال ۱۱۶۰ ه‍.ق توسط شاهرخ میرزا نوهٔ نادرشاه افشار به حرم هدیه گردید که مزین به یاقوت و زمرد بود. در طول این ضریح، چهار دهانه و نیم و در عرض آن سه دهانه و نیم شبکیه وجود دارد. در کتیبهٔ سردر ورود به ضریح به خط نستعلیق طلایی نوشته شده‌است:
نیاز رحمت ایزد متعال و تراب اقدام زوار این آستان ملایک پاسبان لبسط سلطان نادر شاهرخ شاه الحسینی الموسوی الصوفی بهادرخان به وقف و نصب این ضریح و قبه‌های مرصع چهار گوشهٔ ضریح مقدس مبارک، موفق گردید. سنه ۱۱۶۰
این ضریح بیشتر از ۲۶۷ سال است که بر مرقد علی بن موسی الرضا نصب است. پس از نصب ضریح سوم و چهارم، ضریح دوم در زیر این دو قرار داشت اما در هنگام نصب ضریح پنجم آن را به سرداب منتقل کردند و هم‌اکنون در زیر ضریح چهارم در سرداب بر روی مدفن قرار دارد.
در سال ۱۲۳۸ ه‍.ق در زمان فتحعلی شاه ضریح فولادی ساده‌ای به ابعاد ۳ در ۴ متر به ارتفاع دو متر بر روی ضریح دوم نصب شد. این ضریح دارای ورقه‌های طلاکوب و طوق‌های طلای جواهر نشان است و بر روی آن سورهٔ هل اتی و سورهٔ یس به خط ثلث نوشته شده‌است. این ضریح در طرف پایین پا، در مرصع تقدیمی فتحعلی شاه قاجار نصب شده بود که در سال ۱۳۳۸ خورشیدی به‌علت پوسیدگی پایه‌هایش به موزهٔ آستان قدس رضوی انتقال یافت و به جای آن، ضریح چهارم روی ضریح نگین‌نشان (ضریح دوم) نصب شد.
چهارمین ضریح به نام «ضریح طلا و نقره» معروف به «شیر و شکر» در سال ۱۳۳۸ خورشیدی به ابعاد ۴ در ۳٫۶ و ارتفاع ۳٫۹ متر بر روی مدفن جایگزین ضریح سوم شد، به‌نحوی که ضریح دوم را دربرمی‌گیرد. این ضریح دارای چهارده دهانه بوده و هفت وزن داشت. تصدی ضریح چهارم بر عهدهٔ سید ابوالحسن حافظیان بود. او از استادان ماهر قلم‌زن اصفهان دعوت کرد و زیر نظر حاج محمدتقی ذوفن، این ضریح با کیفیتی عالی و در مدت بیش از سه سال ساخته شد. در چهارگوشهٔ ضریح، چهار خوشه انگور از جنس طلا نصب شده‌بود. بر صفحاتی از طلا، سورهٔ یس به خط ثلث نگاشته شده و دور ضریح را دربرگرفته بود. این ضریح به مدت ۴۱ سال بر روی مرقد قرار داشت و در نهایت در سال ۱۳۷۹ به موزهٔ آستان قدس رضوی انتقال پیدا کرد.

در سال ۱۳۶۰ به‌علت ساییدگی شبکه‌های ضریح چهارم و سست‌شدن ارکان آن تعویض ضریح در دستور کار قرار داشت. در سال ۱۳۷۲ مطالعات و بررسی‌های مقدماتی این طرح آغاز شد و پس از طرح‌های متعددی که برای ساخت ضریح ارائه شد، نهایتاً طرح محمود فرشچیان از هنرمندان برجسته ایرانی، برای اجرا، برگزیده شد. کار ساخت و طراحی ضریح آغاز شد. ضریح پنجم به وزن ۱۲ تن و ابعاد ۴٫۷۸ در ۳٫۷۳ به ارتفاع ۳٫۹۶، از فولاد، آهن، طلا و نقره ساخته شد. ساخت این ضریح نزدیک به هفت سال به طول انجامید. در چهار جهت ضریح، ۱۴ محراب به‌نشان چهارده معصوم قرار داد که همگی به یک محراب بزرگ‌تر مرتبط هستند، که آن نیز به واژهٔ الله ختم می‌شود. بر روی این ضریح نیز سوره‌های هل اتی و یس با خط ثلث طلا و نقره نوشته شده‌است. کار قلم‌زنی و زرگری ضریح برعهدهٔ خداداد اصفهانی و کار خطاطی آن نیز برعهدهٔ موحد قرار داشت. سرآخر به تاریخ بیست و یکم از بهمن ۱۳۹۷ و پس از مراسم غبارروبی حرم، مراحل نصب ضریح آغاز شد و پس از ۵۵ روز کار شبانه‌روزی، در تاریخ شانزدهم اسفند ۱۳۹۷ و مصادف با عید قربان، حرم با ضریح پنجم بازگشایی شد. دو بیت زیر از جمله ابیاتی است که بر روی ضریح پنجم نوشته شده‌است:
| هاتفی وصف این ضریح بگفت |  | عجز الصانعون عن صفتک |
| بهر تاریخ در معنی سفت   |  | ما عرفناک حق معرفتک  |

### سرداب
در گذشته کف حرم نسبت به سطح زمین اطراف حدود دو متر گودتر بوده‌است و با توجه به بالاتر آمدن کف حرم در طول دوران‌های مختلف، این اختلاف شدیدتر شده و باعث شده که یک سرداب (زیرزمین) شکل گیرد. مدفن علی بن موسی الرضا حدود سه متر در زیر ضریح اصلی که در طبقهٔ همکف حرم موجود است، در سرداب واقع شده‌است که سقف سرداب، همان کف طبقهٔ همکف حرم فعلی است. زمان دقیق به‌وجود آمدن سرداب مشخص نیست، ولی بر اساس شواهد موجود، سرداب پس از محو شدن سنگ قبر هارون در سدهٔ هشتم ه‍.ق به‌وجود آمده‌است. در این باره عباس فیض قمی، نویسندهٔ کتاب بدر فروزان می‌گوید: «اصل مرقد شریف در سرداب قرار گرفته‌است که سقف آن سطح زمین حرم یعنی زیر ضریح را تشکیل می‌دهد… و تردیدی نیست که سرداب در سده‌های پنجم و ششم ه‍.ق نبوده‌است.»

در زمان نصب ضریح پنجم، ضریح مرصع فولادی معروف به نگین‌نشان را — که در زیر ضریح چهارم قرار داشت — به سرداب انتقال دادند، به نحوی که اتصالش با ضریح درون حرم برقرار شد. در گذشته داخل ضریح دریچه‌ای در سمت پایین پا در کف رو به سرداب وجود داشت. در سال ۱۳۷۹ رواق دارالاجابه به مساحت ۱۹۶۵ مطابق با پلان طبقهٔ همکف حرم در زیرزمین ساخته شد که ورود به سرداب را از طریق هشتی واقع در سمت ضلع شرقی مقدور ساخت و دریچهٔ ذکر شده که در کف حرم بود، بسته شد. این رواق ۱٫۶۰ متر پایین‌تر از سطح مدفن واقع شده‌است.

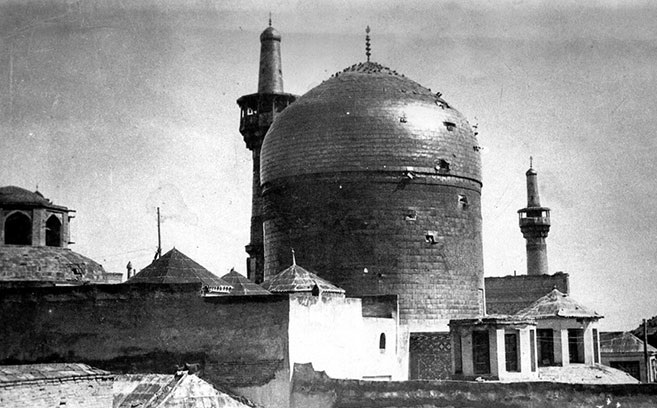
این عکس از ضلع جنوب شرقی در سال ۱۲۹۰ ه‍.ش برداشته شده و روز بعد از واقعهٔ توپ‌بستن گنبد به‌وسیلهٔ ارتش روسیهٔ تزاری را نشان می‌دهد. آثار تخریب در جای‌جای گنبد طلا به‌چشم می‌خورد.

### گنبد
گنبد حرم دو پوسته‌ای است. پوستهٔ درونی (آهیانه) که از درون حرم دیده می‌شود، قدیمی‌ترین پوسته است و به‌روایتی پیش از خاکسپاری امام رضا موجود بوده و در اواخر سدهٔ نهم بر روی آن پوستهٔ بیرونی (خود) که گنبد طلایی کنونی است را ساختند. ارتفاع آن تا زیر نقطهٔ مرکزی حدود ۱۹ متر و تا بالای طوق گنبد ۳۱ متر است.
گنبد دارای دو پوشش است که در بالای ضریح قرار دارند: پوشش اول گنبد، گنبدخانهٔ حرم است که از طاقی تاژ و مقرنس‌کاری شده تشکیل شده و به آن قبّه می‌گویند و پوشش دوم بر فراز آن است که به آن گنبد گفته می‌شود. اختلاف این دو پوشش، فضایی خالی به ارتفاع ۱۳ متر است. سنگینی گنبد بر دیوارهای تالار است که ضخامت آن حدود ۲٫۹ متر است. ارتفاع قبه از کف حرم ۱۸٫۸۰ متر و تا انتهای گنبد (راس گنبد) حدود ۳۱٫۲۰ متر است. محیط دور گنبد از سطح خارجی آن ۴۲٫۱۰ متر و ارتفاع آن تا نیزه گنبد برابر ۱۶٫۴۰ متر و ارتفاع سر طوق گنبد ۳٫۵ متر است. از ابتدای گنبد تا شروع انحنای گنبد ۴٫۷۹ متر است. گنبد ابتدا با آجرهای زردرنگ ایرانی ساخته شده بود و پس از آن با کاشی تزیین یافت. در سال ۹۳۲ ه‍. ق، شاه طهماسب صفوی بدون آن که در اصل بنای گنبد تغییراتی ایجاد کند، برای نخستین بار گنبد را با خشت‌های طلا آراست. او نخست کاشی‌های گنبد را برچید و پس از آن روی گنبد را ورقه‌های مسی که رویه طلا داشت زراندود کرد و همچنین گلدستهٔ کنار گنبد را نیز به طلا آراسته نمود.

در تاریخ آمده که مأمون پس از مرگ هارون و دفن وی در بقعهٔ هارونی بر فراز آن بقعه قبه‌ای ساخت. به‌اعتقاد برخی مورخان، آن قبه بر اثر حوادثی مانند حملهٔ سبکتکین در اواخر قرن چهارم ه‍.ق و آسیب به حرم، تخریب شد و پس از آن سلطان محمود غزنوی در سال ۴۰۰ ه‍.ق به بازسازی حرم و ایجاد قبه‌ای بر فراز مدفن اقدام کرد. وزیر سلطان سنجر سلجوقی فردی به نام شرف‌الدین ابوطاهر قمی بود که ضمن تغییر در روضهٔ منوره و کاشی‌کاری آن اقدام به احداث گنبد بر فراز قبه نمود که بعد از گذشت حدود ۹۰۰ سال هنوز پابرجاست. در زیر کتیبهٔ دور گنبد، دو جمله از سازندگان گنبد آمده‌است که نشان می‌دهد کمال‌الدین یزدی کاشی‌کار گنبد و علیرضا عباسی خطاط کتیبهٔ دور گنبد بوده‌اند. در سال ۹۹۷ ه‍.ق در زمان فتنهٔ ازبک‌ها، عبدالمؤمن خان ضمن تاراج آستان قدس، طلای گنبد و گلدستهٔ آن را به‌غارت برد. پس از این حادثه، شاه عباس صفوی در سال ۱۰۱۰ ه‍.ق پیاده از اصفهان به مشهد سفر کرد و دستور طلاکاری دوبارهٔ گنبد را صادر کرد. این کار در سال ۱۰۱۶ ه‍.ق پایان یافت. در سال ۱۰۸۴ ه‍.ق زلزلهٔ شدیدی رخ داد که باعث ایجاد ترک در قسمت خارجی گنبد شد و تعدادی از خشت‌های طلای آن ریخت. پس از آن به فرمان شاه سلیمان صفوی گنبد تعمیر و دوباره طلاکاری شد. جریان این طلاکاری در چهار ترنج دور گنبد توسط محمدرضا امامی خوشنویس آن زمان نوشته شده‌است. تاریخ این کتیبه ۱۰۸۶ ه‍.ق را نشان می‌دهد. در سال ۱۳۳۰ ه‍.ق گنبد توسط روس‌ها به توپ بسته شد که اکنون هم از درون گنبد جای اصابت گلوله‌ها قابل رویت است؛ پس از آن نیرالدوله والی خراسان به تعمیر این خرابی‌ها پرداخت. در سال ۱۳۵۹ آخرین طلاکاری گنبد به پایان رسید. در میانهٔ کتیبهٔ دورادور گنبد، بر لوحه‌ای، سال طلاکاری و تعمیر گنبد سال ۱۴۰۰ ه‍.ق گزارش شده‌است.

## بخش‌های مستقل حرم

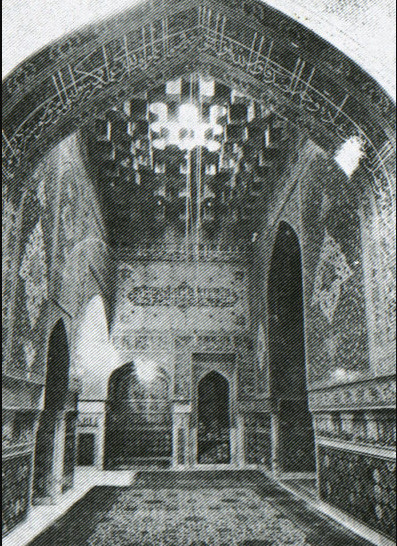
نگاره‌ای از مسجد بالاسر

بخش‌های مستقل حرم شامل محراب‌ها، مسجدها، مناره‌ها، رواق‌ها، صحن‌ها و بست‌هاست.

### مسجدهای حرم
مسجد بالاسر، در غرب بقعهٔ منوره و بالاسر بین حرم و رواق دارالسّیاده جای دارد و بعد از خود حرم از کهن‌ترین بناها در کنار روضهٔ منوره و نزدیک‌ترین مکان به ضریح است. این بنا به عصر غزنویان مربوط است و توسط ابوالحسن عراقی معروف به دبیر در سال ۴۲۵ ه‍.ق ساخته شده‌است؛ عراقی خود در همین مکان دفن شده‌است. این مسجد دارای ۴٫۳۰ متر عرض هشت متر طول و ده متر ارتفاع است. در ضلع جنوبی این مسجد محرابی از کاشی معرق به سبکی بسیار جالب قرار دارد که تاریخ ساخت آن (۱۳۶۳ ه‍.ق) در یک سمت و نام کاشی‌ساز و نقاش محراب در سمت دیگر محراب مکتوب شده‌است. این مسجد دارای سه صفهٔ شرقی و غربی و شمالی است. به‌گزارش اعتمادالسلطنه کتیبه‌ای به‌تاریخ ۱۱۱۹ ه‍.ق در مسجد بوده که اکنون موجود نیست. تاریخ کتیبه‌های باقی‌مانده در مسجد، ۱۲۶۲، ۱۲۷۵، ۱۲۸۷، ۱۳۰۹، ۱۳۸۵ و ۱۳۸۶ ه‍.ق است.

صفهٔ شرقی مسجد متصل به حرم است و زائران پس از زیارت از طریق آن به مسجد بالاسر وارد می‌شوند. در گذشته بین حرم و صفهٔ شرقی دیواری بوده که در سال ۱۲۲۷ به دستور محمدولی میرزا، فرزند فتحعلی‌شاه قاجار در زمان استانداری خراسان برداشته، و این مسجد به حرم متصل شد. صفهٔ غربی به طول ۳٫۳ و عرض ۱٫۵ متر بین مسجد و روال دارالسیاده است. در گذشته پنجرهٔ نقره در این صفه قرار داشت و مسجد را از رواق دارالاخلاص جدا می‌کرد، اما در تابستان ۱۳۷۵ که مسجد بالاسر توسعه یافت، پنجرهٔ نقره را به مکانی دیگر منتقل کردند. صفه شمالی به رواق دارالشُکر مرتبط است. رواق دارالشکر از سوی دیگر به صحن عتیق راه دارد. تاریخ کتیبه‌های رواق ۱۳۸۶ و ۱۳۸۷ ه‍.ق است. مسجد دیگری که در نزدیکی روضه منوره قرار دارد، مسجد ریاض است که در پشت سر قرار گرفته‌است.

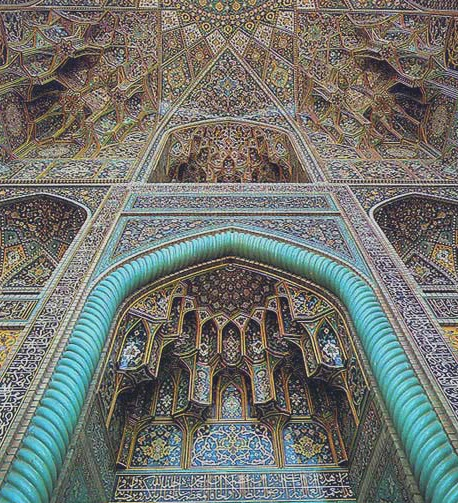
نمایی از محراب ایوان مقصوره در مسجد گوهرشاد

مسجد گوهرشاد از مساجد ساخته شده در عصر تیموری است. تا پیش از ساخت این بنا، مساجد در منطقه خراسان، عموماً به صورت دو ایوانه — همچون مسجد جامع فرومد — ساخته می‌شدند؛ اما گوهرشاد اولین مسجد به صورت چهار ایوانه را در خراسان بنا کرد. این مسجد در ضلع جنوبی هستهٔ مرکزی حرم امام رضا قرار دارد. این مسجد را با طاق ایوان بزرگ جنوبی، دو منارهٔ استوانه‌ای حجیم با پایه‌های چندضلعی مرمر در دو سوی آن توصیف کرده‌اند. براساس کتیبه‌های مربوط به این بنا؛ این ایوان توسط بایسنقرمیرزا — پسر شاهرخ و گوهرشاد — طراحی و بانی مسجد، گوهرشاد معرفی شده‌است. معمار این بنا قوام‌الدین شیرازی است. صحن مسجد تقریباً به‌شکل مربع بوده و در اطراف آن چهار ایوان بزرگ و در فواصل ایوان‌ها هفت شبستان وسیع و شش در ورودی و خروجی وجود دارد. طول صحن مسجد حدود ۵۶٫۱۳ متر و عرض آن ۵۸٫۱۸ متر است و در مجموعاً حدود ۲٬۸۷۳ مترمربع مساحت دارد. در وسط مسجد گوهرشاد، در محلی که حوض فعلی مسجد در آنجا وجود دارد، مکانی به نام مسجد پیرزن وجود داشت که در زمان ساخت مسجد گوهرشاد، راضی به خراب شدن منزلش برای توسعه مسجد نشد و خود منزلش را با چاه آب آن وقف حرم نمود و از این رو نام مسجد پیرزن گرفت. این مکان تا سال ۱۳۲۰ ه‍.ش حفظ شد و بعد از آن به‌طور کلی برداشته شد.

علاوه بر مساجد، محراب‌هایی در حرم گزارش شده‌است که دو محراب قدیمی در طرفین پیش روی مرقد علی بن موسی الرضا، از باشکوه‌ترین آنها عنوان گرفته‌است. بر این محراب‌ها با خط کوفی، آیات و احادیث نوشته شده‌است.

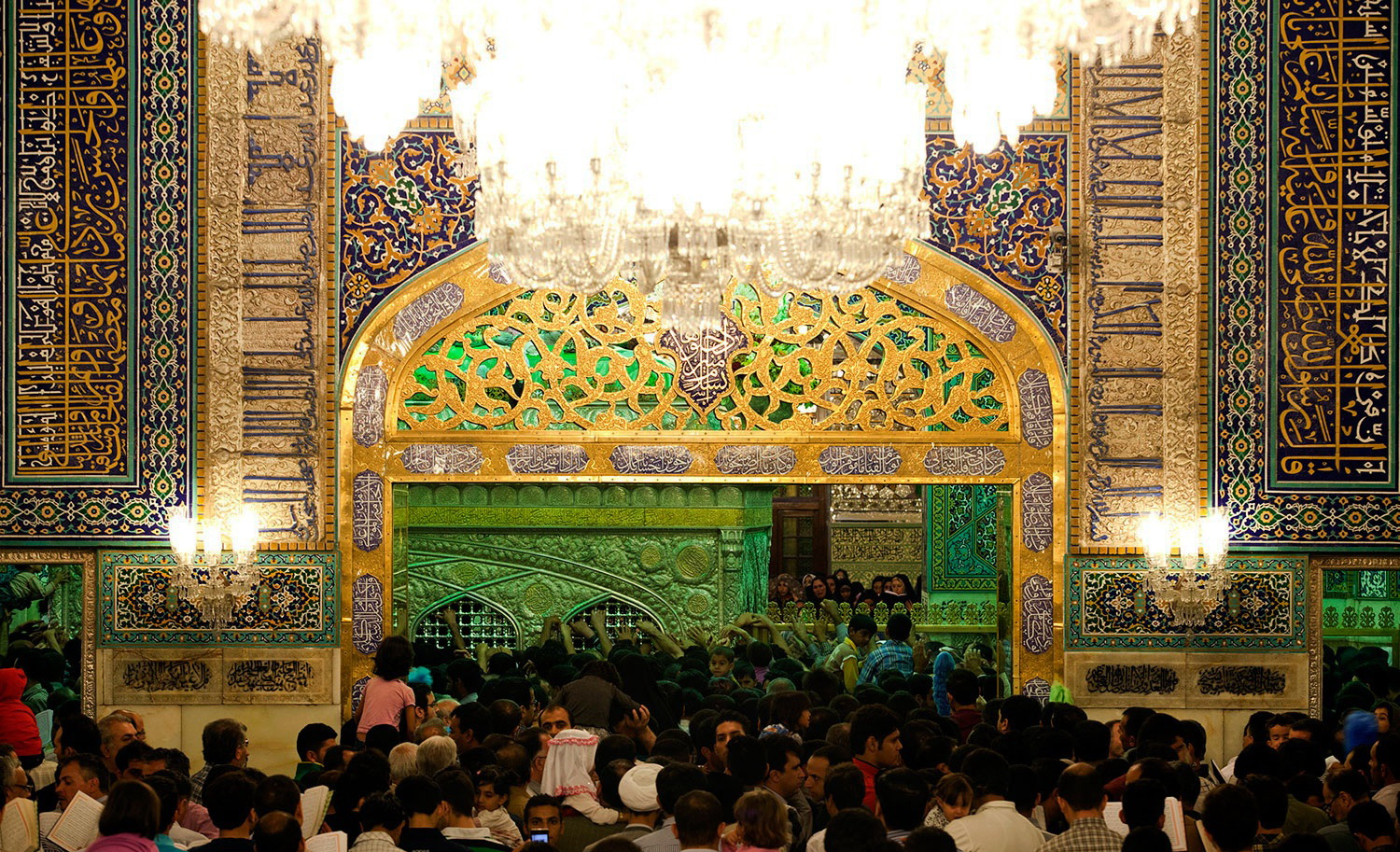
دارالحفاظ، از نزدیک‌ترین بخش‌ها به مدفن امام رضا

### رواق‌های حرم
فضاهای مسقف و محصور در پیرامون حرم، رواق نامیده می‌شوند. اکنون بزرگ‌ترین رواق حرم، رواق امام خمینی به مساحت ۹٫۸۰۰ مترمربع است که قبلاً صحن بوده و عملیات مسقف‌سازی آن از سال ۱۳۸۱ آغاز شد. این رواق از شمال به رواق دارالعباده، مقبره شیخ بهایی و رواق دارالزهد، از غرب به مسجد گوهرشاد، از شرق به موزه مرکزی و از جنوب به صحن جامع رضوی محدود است. رواق‌های حرم با سنگ‌فرش‌های سفید رنگ پوشیده شده‌است و دیواره‌های آن تا ارتفاع ۱٫۵ متر سنگ و بعضاً از ازاره و بالاتر از آن نیز آینه‌کاری است. مجموع رواق‌های حرم را تا سال ۱۳۹۰ ه‍.ش بیست و یک رواق گزارش کرده‌اند که مجموع آنها ۵۶۳۸ متر مربع می‌باشد. رواق‌های دارالحُفّاظ، دارالسّیاده، دارالشّرف، دارالشّکر، دارالفیض، توحیدخانه، گنبد الله‌وردی‌خان، دارالضّیافه، دارالسّعاده، گنبد حاتم‌خانی، دارالسّلام، دارالسّرور، دارالعزّه، دارالذّکر، دارالزّهد، شیخ بهاءالدین، دارالعباده، دارالاخلاص، دارالولایه، دارالاجابه، دارالهدایه، دارالرّحمه، دارالحکمه، دارالحجّه، امام خمینی، دارالمرحمه از رواق‌های مجموعهٔ حرم هستند. رواق شیخ طوسی و رواق شیخ حر عاملی، رواق‌های زیربستی حرم در غرب و شرق رواق دارالحجّه، و رواق‌های کوثر، غدیر و دارالکرامه نیز، رواق‌های اقماری صحن جامع رضوی را تشکیل می‌دهند.

### ایوان‌های حرم

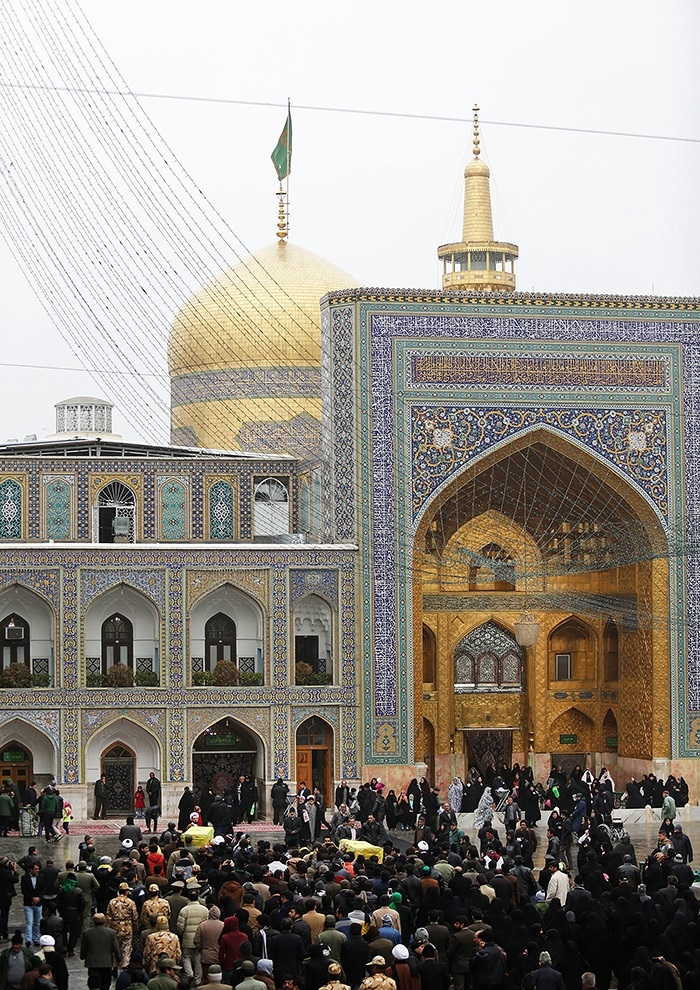
نمایی از ایوان طلای ناصری (ایوان غربی صحن آزادی)

ایوان بخش مسقف از ساختمان را گویند که جلوی آن باز و در و پنجره نداشته باشد. برای بقعه اصلی حرم امام رضا چهار ایوان اصلی در چهار طرف شرق، غرب، شمال و جنوب گزارش شده‌است. ایوان شمالی بقعه که از نظر دیگر ایوان جنوبی صحن انقلاب است، به ایوان طلای نادری شهرت دارد و یکی دیگر از ایوان‌های سه‌گانه حرم است که طلا کاری شده‌است. نام دیگر این ایوان را ایوان امیر علیشیر نیز آورده‌اند. سال ساخت این ایوان ۸۷۵ تا ۸۸۵ ه‍.ق به دست امیر علیشیر نوایی، وزیر سلطان حسین بایقرا گزارش شده‌است. ۱۴٫۷ متر دهانه، ۷٫۸ متر عمر و ۲۱٫۴ متر ارتفاع، ابعاد این ایوان است. این ایوان از طریق چهار در، از غرب به کفشداری شماره دو، از شرق به توحیدخانه، از جنوب به دارالشکر و دارالشرف متصل است. ایوان جنوبی بقعه اصلی که از نظری ایوان شمالی صحن گوهرشاد است، راه ارتباطی بین صحن گوهرشاد و رواق دارالسیاده را فراهم می‌آورد. این ایوان به ایوان دارالسیاده مشهور است که ابعاد آن ۱۲ متر عرض دهانه و ۱۲٫۷ متر ارتفاع است. در ضلع شمالی این ایوان بالای در ورودی به رواق دارالسیاده، سردری به پنجرهٔ نقرهٔ منبت‌کاری وجود دارد و در وسط آن عبارت «أنا مدینةُ العلم و علیٌ بابُها» دیده می‌شود. ایوان شرقی بقعه که از جهتی ایوان غربی صحن آزادی است، به ایوان طلای ناصری مشهور است و از دیگر ایوان‌های طلای حرم محسوب می‌شود. این ایوان به سال ۱۲۳۳ ه‍.ق و به دستور فتحعلی‌شاه قاجار ساخته شد. این ایوان به دستور ناصرالدین شاه به سال ۱۲۷۷ طلاکاری شد. ابعاد این اثر را ۱۵٫۳ متر دهانه، ۷٫۲۵ عمق و ۲۰٫۱ ارتفاع دانسته‌اند. این ایوان به وسیله پنج در، به رواق دارالسعاده، کفشداری‌های شش و هفت و رواق دارالسرور متصل است. نام دیگر ایوان غربی، ایوان طلای صحن جمهوری است. این ایوان در سال ۱۳۶۹ ه‍.ش ساخته شده‌است و از دیگر ایوان‌های طلای حرم است. عرض این ایوان ۷٫۸ و ارتفاعش ۱۷٫۶۶ است. این ایوان، صحن جمهوری را از طریق یک راهرو به دارالولایه متصل می‌کند.
علاوه بر چهار ایوان اصلی که به بقعه و اماکن مقدسه راه می‌یابد، ایوان‌های دیگری نیز در حرم وجود دارد. ایوان غربی صحن انقلاب که به ایوان ساعت مشهور است از ایوان‌های مشهور حرم رضوی است. قدمت این بنا به دوره شاه عباس اول صفوی برمی‌گردد و ارتفاع آن ۲۴٫۱ متر و ۶٫۹ متر عرض دهانه آن است. در دوران قاجار یک ساعت بر فراز آن نصب شد که به همین جهت ایوان ساعت نام گرفت. در ضلع شمالی صحن انقلاب و به قرینه ایوان جنوبی (ایوان طلای نادری) ایوانی دیگر با عنوان ایوان عباسی وجود دارد که مربوط به دوره شاه عباس صفوی است. بعدها نادرشاه یک گلدسته طلا بر روی این ایوان ساخت که به گلدسته نادری شهرت یافت. ابعاد این ایوان ۱۴٫۷ متر عمق، ۸٫۲ متر دهانه و ۲۲٫۵ متر ارتفاع است. پشت این ایوان در سابق بسته بود اما بعدها با ساخت طاق‌نمایی باز شد. ایوان شرقی صحن انقلاب نیز ایوان نقاره‌خانه نام دارد که از آثار دوره شاه عباس اول است. ابعاد این ایوان ۲۶ متر ارتفاع، ۸٫۷ متر عرض و ۲۰٫۱۸ متر طول است و بعد از ساخته شدن نقاره‌خانه بر روی این ایوان در دوره قاجار، به این نام شهرت یافت.
ایوان دیگر حرم، ایوان جنوبی است که به ایوان مقصوره معروف است. سردر ایوان دارای طاقی عظیم و کاشی‌کاری شده‌است. گنبد مسجد گوهرشاد بر این ایوان بنا شده‌است و مجموعاً ایوان حدود ۵۰۰ مترمربع مساحت دارد و ارتفاع آن ۲۲٫۵ و ارتفاع گنبد آن ۳۳٫۵ متر و ارتفاع مناره‌هایش ۳۴ متر است. گنبد این ایوان و خود آن بارها مورد بازسازی و مرمت قرار گرفته‌اند. ایوان ولی عصر، یا ایوان قبله صحن جامع، بزرگ‌ترین و مرتفع‌ترین ایوان حرم امام رضاست که در بخش جنوبی صحن جامع رضوی قرار گرفته‌است. این بنا در سال ۱۳۸۰ ه‍.ش تکمیل شد. مساحت این ایوان با احتساب دو ایوان جانبی‌اش ۱۷۴۰ متر مربع گزارش شده‌است. ارتفاع این ایوان ۳۱ متر، دهانه آن ۱۶٫۳ و عمقش ۹٫۳ متر است.

### مدرسه‌های حرم
در اطراف حرم امام رضا، ۱۰ مدرسه گزارش شده‌است که اکنون چهار مدرسه از آنها باقی مانده‌است. قدیمی‌ترین مدرسه حرم، مدرسه‌ای بوده‌است که در حاشیه غربی بازار زنجیر قرار داشت و در ناحیه بالاسر حرم جای گرفته بود و امروز از آن اثری باقی نمانده‌است. ۲۵۰ متر زیربنای این مدرسه بود که در دو طبقه ساخته شده بود. نام این مدرسه را مدرسه بالاسر عنوان کرده‌اند که یکی از مدارس مربوط به دوره غزنویان بود. مؤسس آن به‌طور دقیق مشخص نیست. دو مدرسه دیگر پریزاد و مدرسه دو در، از مدارس دیگر حرم هستند که همزمان با هم ساخته شده‌اند. مدرسه بالاسر صحن کوچکی با چهار ایوان بود و ۲۸ حجره داشت. این مدرسه در دو طبقه، محلی برای سکونت طلاب و مهمانان بود و ورودی آن در حاشیه شرقی بازار زنجیر و نزدیک به صحن کهنه بود. سطح جرزها و لچکی غرفه و ایوان‌های این مدرسه با کاشی هفت رنگ با طرح‌های اسلیمی و ختایی و اسلیمی قطور و کَلوک‌های آجر و کاشی تزیین شده‌بود. این مدرسه به سال ۱۰۹۱ و در زمان حکومت سلیمان صفوی، مورد مرمت و بازسازی قرار گرفت. بعدها در سال ۱۲۰۳ نیز میرزا عبدالجواد — فرزند میرزا مهدی شهید از دانشمندان بزرگ زمان — این مسجد را که مخروبه شده بود مجدد تعمیر کرد و بار سوم در ۱۲۷۱ مورد مرمت قرار گرفت. امروزه از این مدرسه به جهت توسعه حرم، اثری باقی نمانده‌است و این فضا به دارالولایه و کفشکن جدیدالاحداث الحاق شده‌است. مدرسه پریزاد از دیگر مدارس حرم است که واقف آن را پریزاد خانم ندیمه گوهرشاد آغا گزارش کرده‌اند. این مدرسه در جنب مسجد گوهرشاد و در مقابل مدرسه دو در قرار دارد. طلابی که در این مدرسه درس می‌خواندند ۲۰ الی ۳۰ نفر بوده‌اند که هر کدام شهریه مشخص داشتند. این مدرسه به سال ۱۰۹۱ و در زمان شاه سلیمان صفوی بازسازی شد. در سال ۱۳۴۶ نیز اداره اوقاف به بازسازی این مدرسه پرداخت اما در طرح توسعه حرم و پس از تخریب بازار در سال ۱۳۵۴، این مدرسه تخریب شد. در سال ۱۳۶۳، آستان قدس رضوی بازسازی مدرسه را به شکل سابق شروع کرد و در سال ۱۳۶۸ مدرسه بازسازی شد. این مدرسه از مدارس چهارایوانه عهد تیموری است دارای ۲۲ حجره در دو طبقه است. سطح دیوارها و لچکی ایوان‌ها و غرفه‌ها با کاشی معرّق و گچبری‌های نفیس تزیین شده‌است. مدرسه پایین پا دیگر مدرسه تاریخی حرم بود که در عصر صفوی و توسط میرزا سعدالدین محمد به روزگار سلطنت شاه سلمیان ساخته شد. ایم مدرسه در قسمت شرقی مسجد جامع گوهرشاد و متصل به مقبره شیخ بهایی بود. ساختمان مدرسه در دو طبقه شامل حیاط وسیعی در وسط بود. این مدرسه در سال ۱۳۱۰ ه‍.ش به سبب احداث صحن جدید موزه و کتابخانه، تخریب شد. مدرسه ابدال‌خان از مدارس تاریخی مشهد بود که در کنار مقبره پیر پالان‌دوز قرار داشت و با وجود مرمت‌های چندباره و با طرح توسعه حرم، اثری از آن باقی نمانده‌است. مدرسه باقریه، دیگر مدرسه حرم بود که در دوره صفویه و در حاشیه شمالی بالاخیابان ساخته شده‌بود. این مدرسه ۱٫۲۰۰ متر مربع مساحت داشت و پس از یک بازسازی در سال ۱۳۴۶، در نهایت در طرح توسعه حرم به سال ۱۳۵۴ به‌طور کامل تخریب شد.

### مناره‌های حرم
مناره یا گلدسته از مهم‌ترین بناهای معماری است که جایگاه ویژه‌ای در فرهنگ معماری و آداب اجتماعی ایران دارد، بنابراین پیش از آن‌که مناره‌ها به‌منظور اذان‌گفتن در کنار مساجد ایجاد شود، به‌عنوان برج‌های راهنما و برای هدایت مسافران ایجاد می‌شده‌است. با احتساب دو منارهٔ مسجد گوهرشاد، در مجموع دوازده مناره در بناهای حوزهٔ حرم وجود دارد. در مجموعهٔ قدیمی آستان قدس دو مناره وجود دارد. یکی در جنوب صحن انقلاب و نزدیک به گنبد طلا و دیگری در مقابل و قرینهٔ آن، در شمال صحن انقلاب و بالای ایوان عباسی است. این دو مناره، هر دو با روکش طلا تزیین شده‌اند و ارتفاع‌شان از کف صحن حدود ۴۰٫۵ متر است. منارهٔ کنار گنبد به‌صورت منفرد ساخته شده‌است و سابقهٔ تاریخی بیشتری دارد و به روایتی ساخت آن هم‌زمان با بنای گنبد و در اوایل قرن ششم ه‍.ق به صورت تک‌مناره بوده‌است. شاه طهماسب صفوی در قرن دهم ه‍.ق منارهٔ مذکور را بازسازی و طلاکاری کرد و پس از آن نادرشاه افشار هنگام زراندودکردن ایوان علی‌شیر نوایی، طلاکاری مناره را تجدید کرد. دومین مناره روی ایوان عباسی جای دارد که از آثار دورهٔ نادری است. این مناره از نظر آجرچینی و کاشی‌کاری و طلاکاری قرینه و همچون منارهٔ کنار گنبد است. بلندی منارهٔ کنار گنبد از سطح صحن انقلاب تا انتهای آن ۴۰٫۵ متر و محیط آن ۱۳ متر است. زیر مناره کتیبه‌ای به خط ثلث برجسته وجود دارد که صلوات بر پیامبر و امامان بر آن به‌دست بهاءالدین محمد الخادم در سال ۱۱۴۲ ه‍.ق نوشته شده‌است.

### پنجره‌های حرم
پنجره، فضایی از حرم است که به صورت پنجره‌های مشبک فلزی ساخته شده و در جلوی فضایی قرار می‌گرند که محل عرض سلام و ارادت زائران می‌باشد. این پنجره‌ها از آلیاژهای مختلف فلزی چون برنج، ورشو، نقره و مس ساخته می‌شود و بعضاً با طلا آبکاری و تزئین شده‌اند. پنج پنجره از پنجره‌های حرم، در موزه و فضای حرم نصب هستند و در منابع تاریخی غیر از این پنج پنجره نیز در گزارش‌های منابع آمده‌است. پنجره آهنی ضلع شرقی گنبد حاتم‌خانی، پنجره نقره بین توحیدخانه و رواق دارالفیض و پنجره قدیمی صحن کهنه که میان گنبد الله وردیخان و گنبد حاتم خانی نصب بوده‌است از این پنجره‌هاست. پنجره‌های اصلی نصب شده در حرم، عبارتند از پنجره صحن انقلاب که در ضلع شمالی رواق توحیدخانه و سمت چپ ایوان طلای نادری قرار دارد. قدمت این پنجره که به پنجره فولاد مشهور است، مربوط به قرن دهم ه‍.ق است. پنجره دیگر، پنجره صحن جمهوری اسلامی است که در غرب رواق دارالولایه می‌باشد. این پنجره به سال ۱۴۱۰ ه‍.ق طراحی و نصب شده‌است. پنجره بعدی، دارالاجابه نام دارد که زیر بقعه مطهر و در ضلع جنوب شرقی دارالاجابه قرار گرفته‌است. این پنجره در سال ۱۴۲۲ ه‍.ق طراحی و نصب شده‌است. پنجره دارالسیاده، دیگر پنجره حرم است که ضلع شمالی رواق دارالسیادة قرار گرفته‌است. قدمت این پنجره مربوط به دوره قاجار است و در دوره پهلوی دوم تعویض شده‌است. آخرین پنجره حرم، پنجره دارالولایه است که میان دارالولایه و دارالاخلاص، فاصله انداخته‌است. این پنجره به سال ۱۴۱۷ ه‍.ق ساخته شده‌است.

### نقاره‌خانه
نقاره‌خانه از بخش‌های دیگر حرم امام رضاست. هر مرتبه از نقاره‌خوانی را «نوبت» گویند و رسم سلطان چنین بوده‌است که در اوقاتی از شب و روز که عیش و عشرت پیش می‌آمد، دستور نقاره نوازی داده می‌شد. این رسم در ایران شهرت داشت اما امروزه جز در حرم امام رضا، منسوخ شده‌است. رسم نقاره زنی در حرم امام رضا، یک امر محترم شمرده می‌شود. در ایام کنونی، در دو نوبت طلوع و غروب خورشید به مدت ۲۰ دقیقه نواخته می‌شود. در برخی روزهای خاص همچون روز سلام خاص، به مدت نیم ساعت نقاره زده می‌شود. وجود نقاره‌خانه در حرم امام رضا، به نوعی بیان شکوه و جلال بارگاه اوست و از همین رو به نقاره‌زنان حرم، «عملجات شکوه» گفته می‌شد و امروزه به آنان «نقاره‌چی» گفته می‌شود و به صورت مورثی به پسر نقاره‌چی قبلی با شرط صلاحیت اعطا می‌شود. نقاره‌خانه حرم در بخش شرقی صحن عتیق قرار دارد. از دیگر مراسم‌هایی که نقاره نوازی صورت می‌گرفت یا می‌گیرد، وقوع یکی کرامت در حرم، مناسبت‌های خاص همچون میلاد امامان و لحظه تحویل سال شمسی است. قدیمی‌ترین سند دربارهٔ تاریخچه نقاره‌نوازی در مشهد، مربوط به گزارش فضل بن روزبهان خنجی در کتاب مهمان‌نامه بخارا است. از زمان دقیق نقاره‌نوازی در حرم امام رضا اطلاعاتی در دست نیست و قدیمی‌ترین سند نیز، همان گزارش در کتاب مهمان‌نامه بخارا می‌باشد که در آن از رونق این رسم در آن زمان یاد شده‌است. این گزارش مربوط به قرن نهم هجری قمری است. در این گزارش از وجود یک نقاره‌خانه نیز گزارش شده‌است. گزارش بعدی دربارهٔ نقاره‌خانه مربوط به عصر صفوی است که از وجود نظامی برای اداره نقاره‌خانه یاد شده‌است. در عهد قاجار به نقاره‌خانه، کرناخانه گفته می‌شد. امروزه در هنگام شفای بیماران در حرم نیز نقاره نواخته می‌شود.

### سقاخانه‌های حرم
برای حرم امام رضا دو سقاخانه گزارش شده‌است. یکی از آنها که سقاخانه اسماعیل طلایی شهرت دارد؛ در وسط صحن انقلاب قرار گرفته‌است و پیش از آن به سقاخانه نادری مشهور بود. همچنین در مقابل ایوان طلای صحن جمهوری اسلامی نیز سقاخانه دیگری وجود دارد که با نمایی چون بیت‌المقدس طراحی و ساخته شده‌است. ابعاد این سقاخانه یک‌هشتم ابعاد حقیقی ساختمان قبة الصخره در بیت‌المقدس است. بنای سقاخانه نادری در سال ۱۳۴۷ ه‍.ش تجدید بنا شده‌است و سابقاً به حوض اسماعیل‌طلایی شهرت داشت. از نام آن چنین برداشت می‌شود که سابقاً حوض در این ناحیه قرار داشته که پس از لوله‌کشی آب، مبدل به شکل ظاهر آن شده‌است.

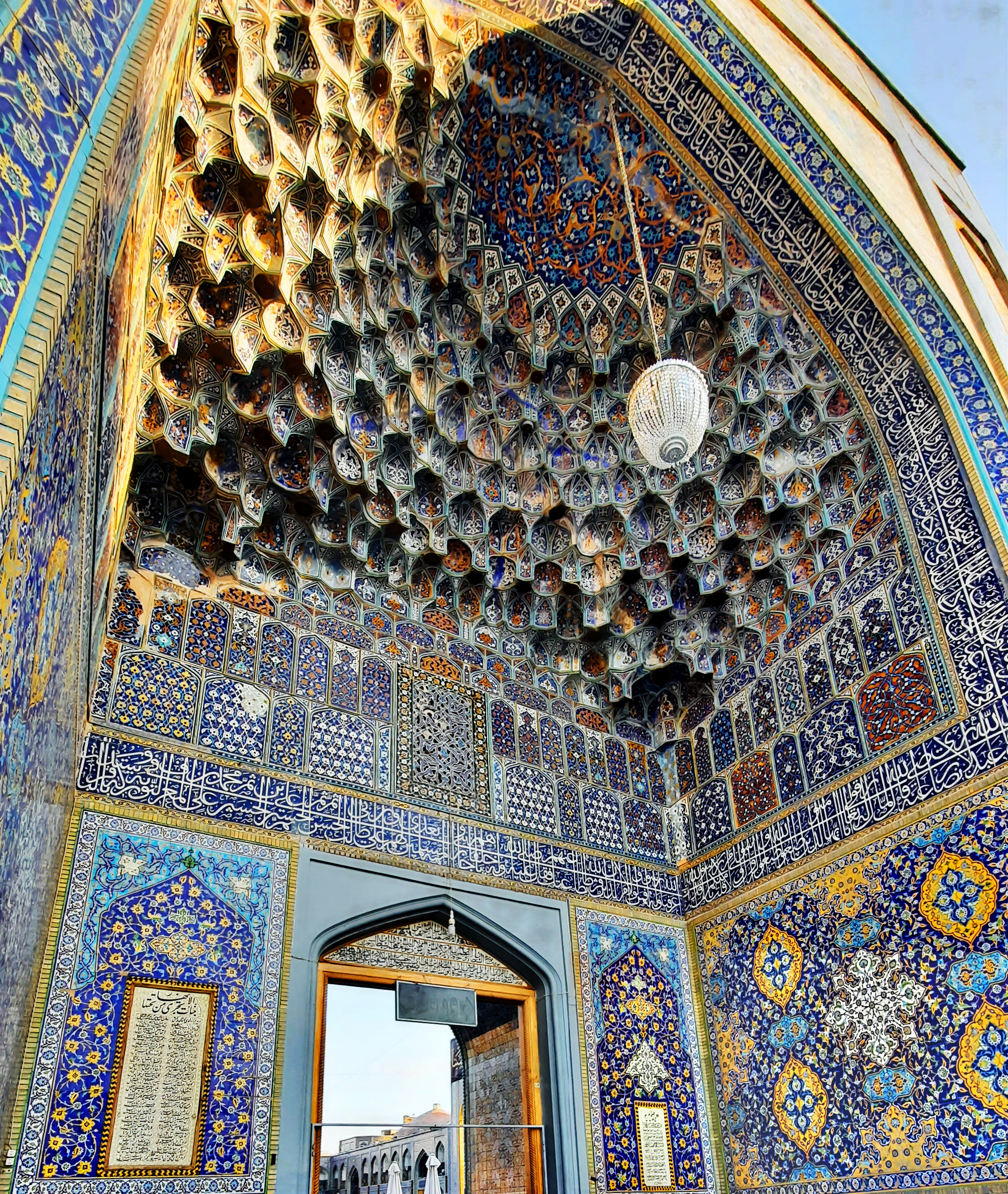
تصویری از نگارگری و کاشی‌کاری ورودی صحن انقلاب حرم امام رضا

### صحن‌های حرم

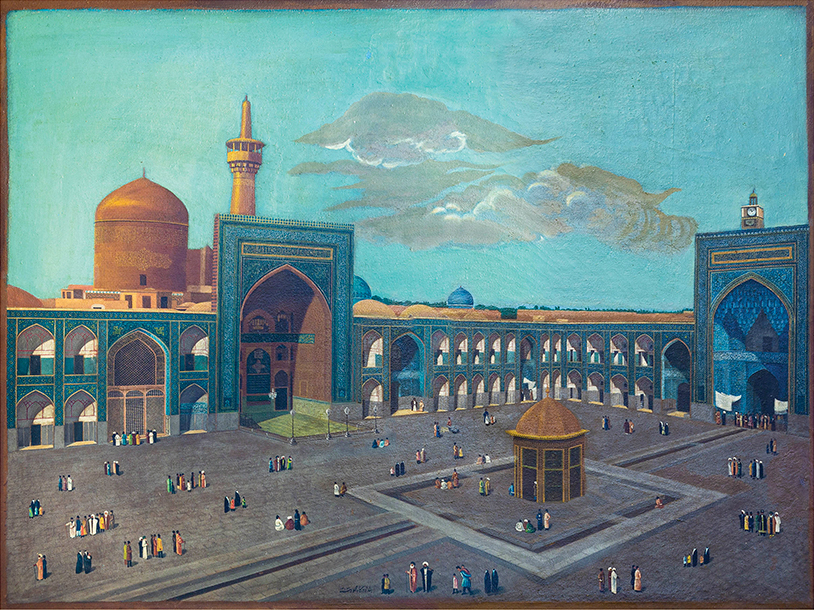
صحن آستانه رضوی اثر محمود ملک‌الشعرا

حرم امام رضا تا سال ۱۳۹۰ دارای ۹ صحن می‌باشد. هر صحن، شامل یک فضای باز و محصور است که رواق‌ها و ایوان‌هایی در پیرامون آن وجود دارد. مساحت مجموع صحن‌های حرم، ۲۲۵٬۲۲۳ مترمربع است. صحن‌های انقلاب و آزادی، دو صحن تاریخی مجموعهٔ حرم را تشکیل می‌دهند. صحن‌های جمهوری اسلامی، قدس، پیامبر اعظم، غدیر، کوثر و هدایت و بعثت در طرح توسعهٔ حریم رضوی در دوره جمهوری اسلامی بنا شدند. بزرگ‌ترین صحن، صحن پیامبر اعظم به مساحت ۶۰٬۱۸۸ مترمربع است که در جنوب حرم قرار دارد. بر گرداگرد صحن‌ها نیز حجره‌های متعددی ساخته شده‌است که در دو طبقه هستند.

### بست‌های حرم
فضای بعد از صحن‌ها که به خیابان‌های بیرونی حرم منتهی می‌شوند بست نامیده می‌شود. این بست‌ها حریمی برای حفظ و حراست ابنیه آستان قدس هستند. زائران برای ورود به حرم، باید از بست‌ها عبور کنند. برای حرم امام رضا، تا سال ۱۳۹۰ ه‍. ش، چهار بست در چهار جهت اصلی گزارش شده‌است که به نام علمای شیعه نام‌گذاری شده‌اند. بست شیخ طوسی که با نام‌های بست علیا و بست بالاخیابان نیز شناخته می‌شود و دارای ۸۶ متر طول و ۳۰ متر عرض است. این بست از سمت شرق به صحن انقلاب و از سمت غرب به خیابان شیرازی منتهی می‌شود. بست دیگر بست شیخ حر عاملی است که بست سفلی و بست پایین خیابان نیز نام دارد. این بست دارای ۱۱۵ متر طول و ۲۹ متر عرض است و در شرق صحن انقلاب واقع شده‌است و رابط بین صحن انقلاب و خیابان نواب صفوی است. بست شیخ طبرسی دیگر بست حرم است که ۸۶٫۵۰ متر طول و ۲۴ متر عرض دارد. این بست از شمال به صحن انقلاب و از جنوب به خیابان طبرسی منتهی می‌شود. بست شیخ بهایی آخرین بست حرم است که ۳۱٫۷۵ طول و ۱۲۹ متر عرض آن است. شمال آن به حرم و جنوب آن به خیابان فلکه منتهی می‌شود. دو بست دیگر با نام‌های خسروی که به سمت خیابان خسروی مشهد باز می‌شود و بست امام رضا که به سمت خیابان امام رضا باز می‌شود؛ برای حرم گزارش شده‌است.

### مقبره‌های حرم
از جمله بناهای پیرامون حرم امام رضا، مقبره‌های شخصیت‌های متعددی است که در حرم دفن شده‌اند. از جمله مقبره‌های مشهور حرم امام رضا، مقبره پیر پالان‌دوز است که در قسمت شمال شرقی مجموعه حرم قرار دارد و شامل بنایی چهارگوش که گنبدی بر فراز آن است می‌باشد. این مقبره مربوط به دوران صفوی بوده‌است و احتمال داده شده‌است که در سال ۹۸۵ ه‍.ق ساخته شده باشد. در این مقبره محمد عارف عباسی از عرفای سلسله ذهبیه دفن شده‌است که به پیر پالان‌دوز مشهور است و از این رو به این مقبره، مقبره پیر پالان‌دوز گفته می‌شود. مقبره شیخ بهایی که در جنوب غربی صحن آزادی واقع شده‌است، از دیگر مقبره‌های حرم است. بر اساس گزارشاتی، این مقبره دارای متولی و موقوفاتی نیز بوده‌است. مدفن شیخ حر عاملی در شمال شرقی صحن انقلاب دیگر مقبره حرم است. دیگر مقبره حرم متعلق به شیخ طبرسی است که در غرب دوربرگردان شیخ طبرسی واقع شده‌است. مقبره حسنعلی نخودکی دیگر مقبره مشهور حرم است. از مدفونین مشهور در حرم امام رضا نیز می‌توان به حسنعلی مروارید، محمدتقی جعفری، حبیب‌الله گلپایگانی و علی فلسفی اشاره کرد.
علاوه بر مقبره‌ها، گورستانی با عنوان بهشت ثامن در زیر صحن‌های قدس، جمهوری و آزادی قرار دارد که پس از زیرسازی، به سه بخش جداگانه اول، دوم و سوم تقسیم شد. بهشت ثامن اول در زیر صحن آزادی است و ساخت آن به سال ۱۳۵۴ برمی‌گردد. معدود قبرهای باقی‌مانده این گورستان، متعلق به خادمان می‌باشد. بهشت ثامن دوم در حد فاصل مسجد گوهرشاد و صحن جامع رضوی است که در سال ۱۳۷۰ احداث شده‌است. این گورستان فاقد قبر خالیست. بهشت ثامن سوم نیز در زیر صحن جمهوری است که در سال ۱۳۶۸ ساخته شده‌است.

### پارکینگ‌های حرم
در دوره پس از انقلاب اسلامی، در زیرگذر پیرامون حرم امام رضا، چهار پارکینگ طراحی و اجرا شد که با مساحتی بالغ بر ۱۱۲ هزار متر مربع، گنجایش ۲۷۸۱ خودرو را داراست. پارکینگ شماره یک این مجموعه با مساحت ۵۵۸۱۰ مترمربع در زیر صحن غدیر و غرب صحن جامع واقع شده‌است. برای این پارکینگ چند دسترسی اضطراری با زیرگذر از طرف شرق حرم طراحی شده‌است. پارکینگ شماره یک در سال ۱۳۷۷ طراحی و اجرا شد و تا سال ۱۳۸۱ به بهره‌برداری رسید. پارکینگ شماره دو که در زیر صحن کوثر و قسمتی از ضلع شرقی صحن جامع قرار دارد، بالغ بر ۲۷ هزار مترمربع مساحت دارد. این پارکینگ نیز همزمان با پارکینگ شماره یک شروع به ساخت شد و همزمان با آن مورده بهره‌برداری رسید. پارکینگ شماره سه حرم، مساحتی بالغ بر ۲۰ هزار متر مربع دارد و در زیر صحن هدایت واقع شده‌است. پارکینگ شماره چهار نیز در جنب سردر شیرازی قرار گرفته‌است و مساحت آن ۹۴۸۵ متر مربع گزارش شده‌است. این پارکینگ همزمان با پارکینگ شماره سه در سال ۱۳۸۷ طراحی و اجرا شد و در سال ۱۳۸۱ همزمان با باقی پارکینگ‌ها، به بهره‌برداری رسید.

## مراکز وابسته

لوگوی آستان قدس رضوی

### آستان قدس رضوی
تشکیلات آستان قدس رضوی و تولیت، که به اداره حرم موظف بوده‌اند، تاریخچه مشخصی پیش از دوره صفویه و شاه طهماسب اول ندارد. در منابع تنها به داشتن خادمانی برای حرم اشاره شده‌است. پس از آن در دوره صفویه با نصب نائب التولیه‌ها، امور حرم نظم گرفت و پس از آن تا دوره معاصر این کار به‌طور منظم شکل می‌گرفت. اولین آئین‌نامه برای اداره آستان قدس، در سال ۱۳۰۵ ه‍.ش تدوین شد که تا سال ۱۳۲۸ ه‍.ش اجرا می‌شد. در این سال آئین‌نامه جدیدی با ۹ فصل و ۷۶ ماده تدوین شد و در سال ۱۳۴۰ دو ماده دیگر به آن مواد افزوده شد. در سال ۱۳۵۴ ه‍.ش نیز کارکنان آستانه، مشمول طرح‌بندی مشاغل شدند و یک آئین‌نامه اداری و مالی جدید برای آستان وضع شد. پس از به روی کار آمدن جمهوری اسلامی، اداره حرم با تغییرات گسترده‌ای همراه بود. در سال ۱۳۷۶ ه‍. ش، معاونتهای اماکن متبرکه و تشریفات، پشتیبانی و امر برنامه‌ریزی، اراضی و املاک، و فنی و عمرانی موقوفات، با زیرشاخه‌های متعدد خود، برای نظارت بر فعالیت‌های آستان قدس در نظر گرفته شد و سازمان اقتصادی آستان قدس رضوی با ۴ گروه کشاورزی، صنعت و معدن، منطقهٔ آزاد و خدمات زیربنایی سرخس، و خدمات و عمران و زیرگروه‌های متعددش، برای هماهنگی در شرکت‌های اقتصادی زیر نظر این مرکز، تأسیس شد. در این میان شانزده مؤسسهٔ فرهنگی و اجتماعی نیز امور فرهنگی و اجتماعی آستان قدس را سرپرستی می‌کنند. در سال ۱۳۶۳ ه‍.ش بنیاد پژوهش‌های اسلامی که وابسته به آستان قدس بود، تأسیس شد. هدف از تشکیل این بنیاد، نشر و ترویج فرهنگ اسلامی و ارائه خدمات فرهنگی بود. دانشگاه علوم اسلامی رضوی از سازمان‌های فرهنگی و علمی زیر نظر آستان قدس است که به سال ۱۳۶۳ ه‍.ش تأسیس شد. این دانشگاه در کنار بست طبرسی قرار دارد و در سال ۱۳۸۵ ه‍.ش بیش از ۷۰۰ دانشجو داشته‌است. این دانشگاه در سه سطح کارشناسی، کارشناسی ارشد و دکتری دانشجو می‌پذیرد. دوره‌های کارشناسی شامل رشته‌های علوم قرآنی و حدیث، فلسفه و کلام اسلامی، ادبیات عرب، ادبیات فارسی، تاریخ اسلام، تاریخ فرهنگ و تمدن ملل اسلامی، حقوق و علوم حدیث است. در دورهٔ کارشناسی ارشد رشته‌های حقوق خصوصی، حقوق بین‌الملل، حقوق جزا و جرم‌شناسی و حقوق اسلامی نیز تدریس می‌شود. مجتمع‌های تجاری و مراکز صنعتی متعددی نیز از جمله موقوفات حرم به‌شمار می‌آیند که توسط آستان قدس اداره می‌شوند. از دیگر مراکز این سازمان، آگاهی حرم مطهر است که وظیفه تأمین امنیت حرم را عهده‌دار است. برای حرم، یک دادگاه ویژه که به مجتمع قضایی ثامن ارتقاء یافته‌است نیز تأسیس شده‌است. تعداد کارکنان شاغل و اعضایی که به صورت افتخاری برای این آستان کار می‌کنند را نزدیک به ۲۰ هزار نفر عنوان کرده‌اند.

### کتابخانه‌های حرم امام رضا
کتابخانه حرم امام رضا که با نام رسمی کتابخانه مرکزی آستان قدس رضوی فعال است، یکی از کهن‌ترین کتابخانه‌های جهان اسلام است که در شهر مشهد و محل حرم دایر است. این کتابخانه از جهت اهمیت، جایگاه ویژه‌ای دارد و از معتبرترین کتابخانه‌های علوم اسلامی است. در منابع تاریخی از این کتابخانه با نامهایی چون قرآن‌خانهٔ حضرت، کتابخانهٔ مبارکهٔ آستانهٔ مقدسه، کتابخانهٔ سرکار فیض آثار، کتابخانهٔ مشهد رضا، کتابخانهٔ مقدسهٔ روضهٔ مرضیهٔ رضویه و کتابخانهٔ مبارکهٔ رضویه یاد کرده‌اند. برای تأسیس این کتابخانه تاریخ دقیقی گزارش نشده‌است، اما قرائن تاریخی و برخی وقف‌نامه‌ها تاریخ تأسیس این کتابخانه را به پیش از ۳۶۳ ه‍.ق می‌رساند. از سال ۱۱۵۰ ه‍.ق به بعد، برای این کتابخانه، مکانی ویژه در نظر گرفته شده‌است. در سال ۱۳۰۰ ه‍.ش به بعد و همزمان با نیابت تولیت محمد ولی خان اسدی، کتابخانه توسعه بیشتری یافت و از قرائت خانه جدا شد. در سال ۱۳۳۰ ه‍.ش در ضلع شمال شرقی صحن امام خمینی، کتابخانه‌ای طراحی و ساخته شد و از سال ۱۳۳۴ وسائل جدیدی برای این کتابخانه تهیه شد. در سال ۱۳۵۶ این کتابخانه به طبقه دوم موزه آستان قدس منتقل شد. در سال ۱۳۶۰ ه‍.ش کتابخانه‌ای مستقل و وسیع در ۳۰ هزار متر مربع، طراحی و ساخته شد که بهره‌برداری از آن تا سال ۱۳۷۴ به تعویق افتاد. از همان سال نیز سازمانی باعنوان سازمان کتابخانه‌ها، موزه‌ها و مرکز اسناد آستان قدس رضوی تأسیس شد. تا سال ۱۳۸۳ ه‍.ش ۴۷ کتابخانه در مشهد، دیگر شهرهای ایران و هند از جمله کتابخانه لکهنو هند، کتابخانه و موزه ملک تهران و کتابخانه وزیری در یزد، از زیر مجموعه‌های این سازمان به حساب می‌آمدند. مجموع کتابهای کتابخانه مرکزی، حدود یک میلیون نسخه تخمین زده می‌شود که بیش از ۲۴۲ هزار نسخه خطی در آن گزارش شده‌است. ۹۴ هزار نسخه خطی قرآن از جمله این آثار خطی است. علاوه بر کتاب، ۴ میلیون برگ سند و ۶۱ هزار حلقه میکروفیلم در این کتابخانه نگاهداری می‌شوند. از این کتابخانه با نام‌های قرآن‌خانه، کتابخانه مبارکه آستان مقدسه، کتابخانه سرکار فیض آثار، کتابخانه مشهد رضا، کتابخانه مقدسه روضه مرضیه رضویه و کتابخانه مبارکه رضویه نیز یاد شده‌است.
کتابخانه مسجد گوهرشاد که با نام کتابخانه گوهرشاد نیز شناخته می‌شود، از کتابخانه‌های حرم است که در سمت چپ صحن جامع رضوی و در مقابل مسجد گوهرشاد بنا شده‌است. معماری بنای این کتابخانه بر طبق معماری حمام گنجعلی‌خان در کرمان ساخته شده‌است. این کتابخانه در سال ۱۳۳۲ خورشیدی توسط واقف آن سید سعید طباطبایی نایینی ساخته شد و تعداد ۵ هزار جلد کتاب چاپی و خطی به آن اهدا شد. به تاریخ ۱۳۵۱ خورشیدی تعداد کتاب‌های کتابخانه ۸۲۰۰ جلد توصیف شده‌است. در سال ۱۳۶۸ با تلاش آستان قدس رضوی، ساختمان فعلی کتابخانه با مساحت ۱۲۰۰ مترمربع در بست شیخ بهایی حرم احداث شد. در این کتابخانه در سال ۱۳۹۴ خورشیدی، ۶۵ هزار نسخه کتاب فارسی، عربی و لاتین وجود دارد و ظرفیت آن ۲۰۰ نفر است.

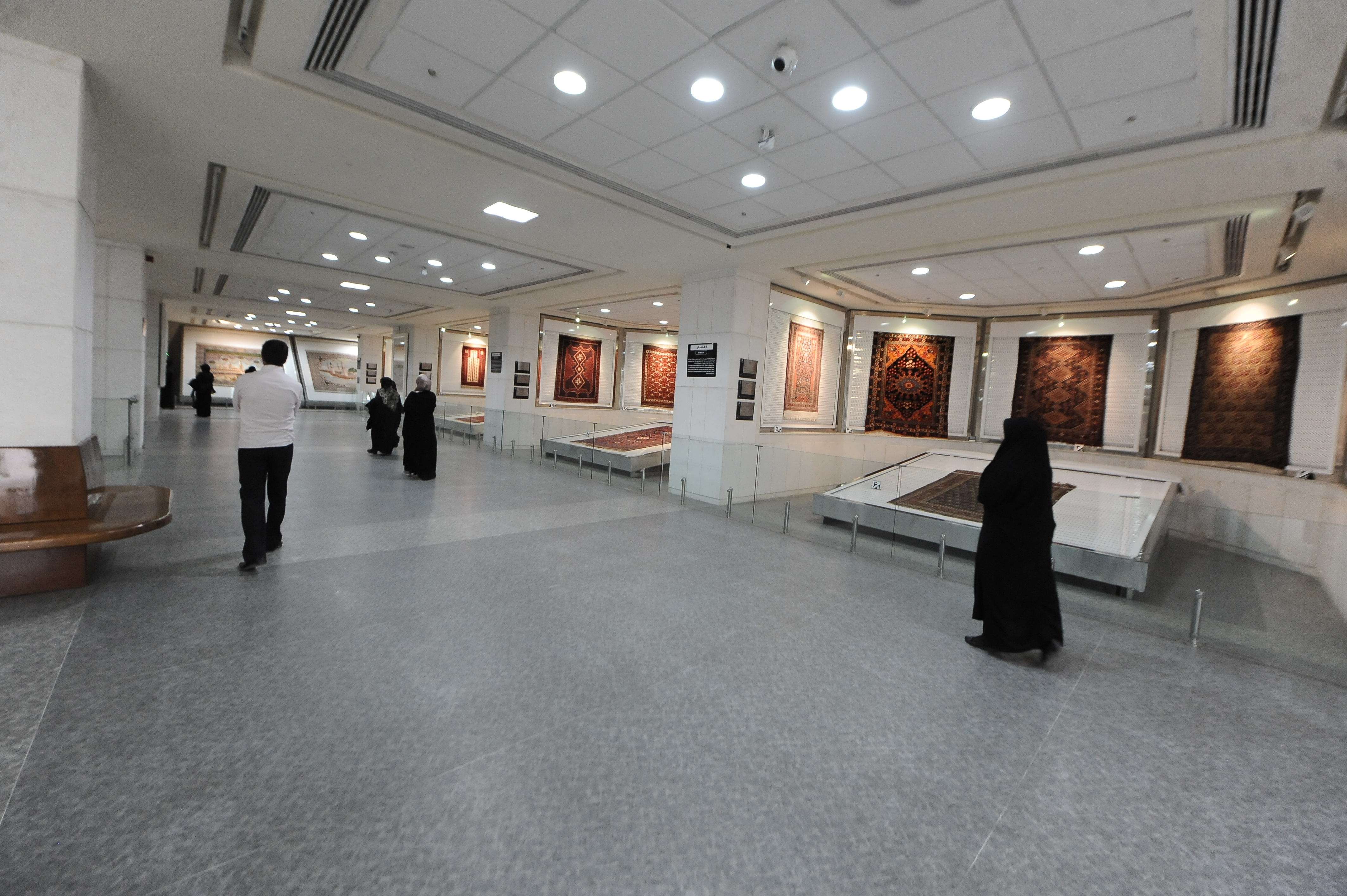
تالار موزه فرش، یکی از موزه‌های تخصصی آستان قدس رضوی

### موزه‌های آستان قدس رضوی
موزه آستان قدس رضوی، یکی از بزرگ‌ترین مجموعه‌های تاریخی و ارزشمند ایران و منطقه خاورمیانه است که اشیاء با ارزشی را در خود نگهداری می‌کند. پیش از تأسیس موزه، این اشیاء گرانبها در خزانه حرم امام رضا نگهداری می‌شد. رضاشاه به سال ۱۳۱۶ خورشیدی دستور ساخت ساختمانی برای موزه در حرم امام رضا را صادر کرد تا اشیاء خزانه در آنجا نگهداری شود. اولین موزه آستان قدس به سال ۱۳۲۴ خورشیدی توسط شاه افتتاح شد. در این موزه از آثار ارزشمندی چون قالی‌های قدیمی، پرده و پوشش‌های زربافت، قندیل‌های تاریخی و طلاکوب، قرآن‌های خطی و کتیبه‌های طلا مربوط به دوران صفوی و همین‌طور اشیاء اهدایی از جانب سلاطین مختلف نگهداری می‌شود. موزه‌های مختلف آستان قدس، دارای یک کتابخانه تخصصی در زمینه آثار باستانی و موزه‌داری، مرمت و… می‌باشد. از سال ۱۳۸۲ خورشیدی به بعد، سه زیرمجموعه برای اداره موزه‌های آستان قدس در راستای پژوهش، معرفی آثار، اداره و حفاظت و همچنین مرمت ایجاد شد و متخصصین زیادی به این مجموعه اضافه شدند.

### دارالشفاء امام رضا
با توجه به متون تاریخی، در کنار حرم امام رضا، شفاخانه یا دارالشفایی گزارش شده‌است که مردمان مستضعف برای امور درمانی خود، به آنجا مراجعه می‌کردند. قدیمی‌ترین گزارش در خصوص حضور طبیب و حکیم در حرم امام رضا و شفاخانه حرم، مربوط به دوره صفوی است. در میان اسناد وقفنامه‌های مربوط به حرم؛ سندی مربوط به سال ۹۳۱ ه‍.ق موجود است که طی آن عتیق‌علی بن احمد بن ملک اسماعیل طوسی املاکی را وقف حرم نمود و درآمد آن را برای درمان بیماران فقیر قرار داد. در حال حاضر، شفاخانه حرم، ۵۰۰ هزار بیمار را به صورت سالانه ویزیت می‌نماید و داروخانه این مرکز، بزرگ‌ترین داروخانه شهر مشهد است. علاوه بر این موارد، چند بیمارستان و مرکز درمانی در خارج از مشهد همچون بیمارستان امام رضا در سیرجان، مرکز توانبخشی رضویه در رفسنجان و بیمارستان مرتضوی در جهان‌آباد نوق را یاد کرد.

### مهمانسرای امام رضا
مهمانسرای امام رضا که سابقاً با نام‌های کارخانهٔ زواری، مهمان‌خانه‌زواری و آشپزخانهٔ حضرتی نیز از آن یاد می‌شد، از اماکن رفاهی در حرم امام رضاست. در این مکان برای زائران غذا تهیه می‌شد و به صورت رایگان در اختیار آنان قرار می‌گرفت. در گذشته کارخانه خادمی با کارخانه زواری جدا بودند و خادمان و زائران در دو محل جدا غذایشان طبخ می‌شد. محل طبخ غذای خدمه در دوران قاجار، صحن نو و در ایوان جنوبی آن مجاور تیمچه حکاک‌ها قرار داشت. در همین دوره مهمان‌سرای مخصوص زائران نیز در حاشیهٔ جنوبی بست بالاخیابان قرار داشت. در دوره تولیت اسدی، هر دو مهمانخانه خدام و زواری در بست بالاخیابان ادغام شدند و در سال ۱۳۲۳ خورشیدی، مهمان‌خانه تازه‌ای به نام مهمانخانه توس — که اولین هتل در مشهد بود — تأسیس شد و در مجاور آن ساختمان مهمان‌خانه حضرتی توسعه داده شد. با گسترش زائران و عدم کفاف مکان از پذیرایی مهمان‌ها، در دوران تولیت ولیان، مهمان‌سرای فعلی در بست پایین خیابان مقابل صحن نو ساخته شد. سابقه پذیرایی از زائران در حرم امام رضا مربوط به قرن نهم است. ساختمان فعلی مهمانسرا در ضلع شمالی بست شیخ حر عاملی واقع شده‌است و در چهار طبقه شامل آشپزخانه، سالن پذیرایی و سالن پذیرایی خاص به همراه بخش اداری قرار دارد. این مهمانسرا در سال ۱۳۸۹ در زیربنایی بالغ بر صدهزار مترمربع تجدید بنا شد.

## افراد مرتبط با حرم

### متولیان حرم امام رضا

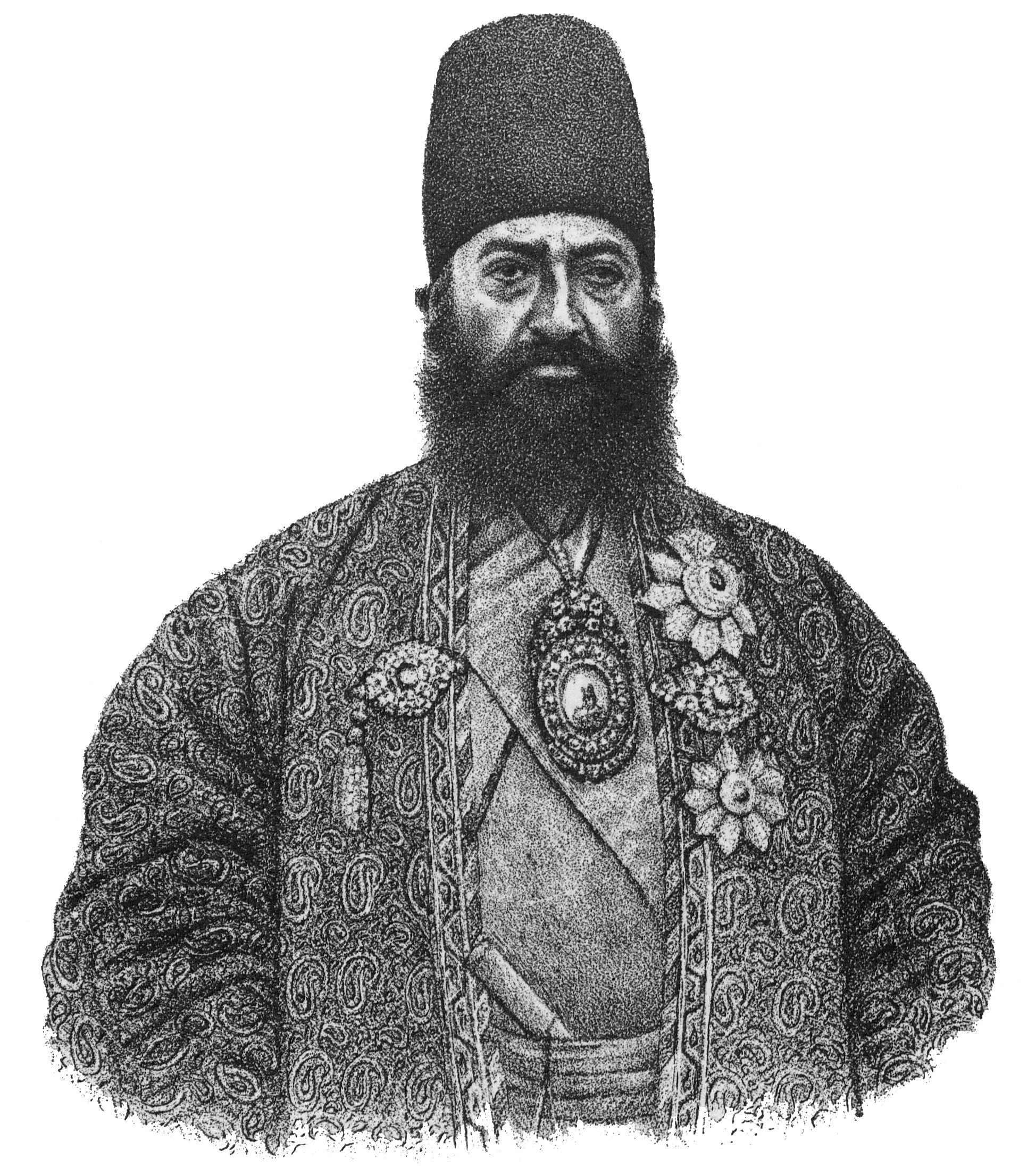
پیکرهٔ فتحعلی‌خان صاحب‌دیوان (اثر ابوتراب غفاری) یکی از متولیان آستان قدس در عصر قاجار

در دورهٔ سامانیان، حرم دارای خادم و مباشر بود و خدام آن، درِ مزار امام را شب‌ها بسته و روز می‌گشودند. شاید بتوان حسین‌بن علی بن صاعد بربری را به نوعی نخستین سرپرست مرقد علی‌بن موسی الرضا در حدود قرن سوم هجری دانست. اما سرپرستی و ادارهٔ امور حرم را تا پیش از دورهٔ صفوی، نقبای سادات برعهده داشتند. آنها از میان علویان و نقیبان ناحیه طوس انتخاب می‌شدند و علاوه بر منصب نقابت، منصب کلیدداری حرم را نیز برعهده داشتند. از متون تاریخی چنین برمی‌آید که منصب نقابت، ابتدا در اختیار علویان بوده و سپس از قرن پنجم و ششم به بعد، سادات موسوی نقابت و اداره حرم را به دست گرفته‌اند. بعد از ورود سادات رضوی در قرن نهم، نقابت به‌طور مشترک بین این دو سلسله سادات تقسیم شد و تا زمان صفویه که سادات رضوی از نظر قدرت و ثروت بر سادات موسوی پیشی گرفتند، ادامه داشت. بعد از تأسیس مسجد گوهرشاد توسط گوهرشاد آغا و وقف املاکی بر آن، حرم رضوی به علت برخوردار شدن مسجد از تمکن مالی و تشکیلات اداری زیر مجموعه آن شد. گرچه بخش مهمی از موقوفات آستان قدس مانند فرهادگرد، زرگران و الندشت، قبل از دوران صفویه وقف شد و برای اداره آنها سیستم اجرایی مشخصی وجود داشت، اما سرپرستی حرم به دلیل عدم تمکن مالی و وجود تشکیلات اداری، چندان مورد توجه شاهان و سلاطین نبود و بیشتر جنبه معنوی داشت، در این میان این بزرگان سادات بودند که در هر دوره به علت برخورداری از موقعیت اجتماعی و مذهبی، این مقام را در اختیار می‌گرفتند، اما مقام تولیت آستانه و درمجموع نظم سازمانی آستان قدس رضوی از دوره صفویه به‌وجود آمده‌است. همزمان با به قدرت رسیدن صفویان و رسمی شدن تشیع، مشهد از اهمیت ویژه‌ای برخوردار شد و خصوصاً با رواج سنت وقف در این دوره، زمین‌های زیادی وقف علی بن موسی الرضا شد که برای اداره این املاک منصبی به نام تولیت به وجود آمد.
این آرامگاه با توجه به موقوفات بسیار آن، در ابتدا از جانب سادات رضوی و موسوی که اصطلاحاً «نقیب» شناخته می‌شدند، اداره می‌شد. در دوران پادشاهی صفویه، دو منصب از جانب شاه به فقها محول می‌شد. یکی از این مناصب، نیابت شاهنشاه در امور روضه منوره بود. این منصب برای انجام امور مربوط به دو آرامگاه علی بن موسی الرضا و شیخ صفی‌الدین به عالمان دینی سپرده می‌شد. این منصب در دوره صفوی با عنوان «متولی سر کار فیض آثار روضه منوره» و در عصر قاجار با عنوان «متولی باشی» یا «نائب‌التولیه» تعبیر می‌شد. از دوره صفویه، این سِمَت به عنوان یکی از اختیارات شاهان درآمد و هر شاه، نائبی را برای آستان قدس معین می‌کرد. این رویه تا دوران حکومت پهلوی‌ها بر ایران، پابرجا ماند. پس از انقلاب سال ۱۳۵۷ ایران، عبدالعظیم ولیان به جهت اقناع افکار عمومی بازداشت شد و سید مهدی سراجی، جای وی را گرفت. در تاریخ ۲۵ بهمن ۱۳۵۷، اولین تولیت آستان قدس رضوی در دوره انقلاب با حکم سید روح‌الله خمینی منصوب شد.
شاه اسماعیل اول، سرسلسلهٔ دودمان صفوی پس از تصرف مشهد در سال ۹۱۶ه‍.ق درحالی‌که غیاث‌الدین محمد صدر رضوی از دورهٔ تیموریان هنوز متولی حرم بود، ادارهٔ حرم را به یکی از منشیان برجستهٔ خود به نام خواجه‌عتیق‌علی منشی سپرد و آخرین متولی دورهٔ صفویه محمدرضا رضوی بود. اولین نائب‌التولیه دوره افشار، محمدرضا رضوی بود که پیشتر اشاره شد وی به عنوان آخرین متولی دورهٔ صفویه نیز بود و ابوطالب حسینی اصفهانی به عنوان آخرین نائب‌التولیه این دوره در تاریخ ثبت شده‌است. در اوایل دورهٔ قاجار، آقامحمدخان قاجار، فتحعلی‌بیگ کتول را در سال ۱۲۱۰ه‍.ق به سرپرستی آستان قدس منصوب کرد اما پس از کشته شدن وی، به سبب ضعف حکومت مرکزی، نادر میرزا فرزند شاهرخ افشار مشهد را گرفت و ظاهراً حرم متولی نداشت و ادارهٔ آن را بزرگان آستان قدس برعهده داشتند. پس از آنکه در سال ۱۲۱۸ه‍.ق مشهد به دست محمد میرزای قاجار افتاد، در اسناد به تولیت میرزا محمدعلی حسینی اشاره شده‌است و از مرتضی قلی‌خان طباطبایی نایینی به عنوان آخرین شخص در این عنوان در دورهٔ قاجار اشاره شده‌است. در عهد پهلوی فصل جدیدی در تاریخ آستان قدس گشوده شد و به دستور رضاشاه عنوان متولی‌باشی به نیابت تولیت تغییر یافت و محمدولی خان اسدی به عنوان نخستین نائب‌التولیه عصر پهلوی برگزیده شد و محمدصادق امیر عزیزی به عنوان آخرین نائب‌التولیه قبل از انقلاب در تاریخ ثبت شده‌است. پس از پیروزی انقلاب در سال ۱۳۵۷ه‍.ش روح‌الله خمینی نخست سرپرستی آستان را به واعظ طبسی واگذار کرد و پس از دو سال وی را به عنوان تولیت منصوب کرد و در حال حاضر احمد مروی تولیت آستان را برعهده دارد.
متولیان قبل از انقلاب وظایفی را برعهده داشتند. متولی واجبی که توسط شاه طهماسب ایجاد شده بود می‌بایست برطبق شرط‌های واقفان رفتار می‌کرد یعنی سرپرستی زمین‌های مطلقه یعنی موقوفات دیگران را برعهده داشت و متولی سنتی اختیار کامل دخالت در امور موقوفه را داشت؛ یعنی نظارت بر زمین‌های خاصه یعنی موقوفات خود شاه بر حرم را برعهده داشت. در دورهٔ قاجار، مجموعه متولی‌باشی-نایب‌التولیه و ناظرکل، تشکیلات داخلی آستانه و امور مربوط به موقوفات را بر عهده داشتند؛ به طوری که تمامی کارها با اطلاع آنها انجام می‌گرفت. برخی از وظایف متولیان در این دوره حضور در مراسم آیینی (اعیاد و سوگواری‌ها)، غبارروبی و تنظیف حرم، برپایی جشن و اطعام در ایام ولادت و تشویق ثروتمندان برای وقف موقوفه به آستانه، تعیین قاریان قرآن برای قرائت در صحن‌های حرم، رتق و فتق امور مربوط به مکتب‌خانه‌ها و مدارس و مواجب معلمان آنها به صورت نقدی و غیرنقدی، گسترش فرهنگ زیارت، نظارت بر آشپزخانه حرم، پرداخت کمکهای خیریه به کارمندان آستان، نظارت بر کمک‌های آستانه به زائرین در ماه‌های خاص، نظارت بر صورت مخارج تهیه لباس و کفش برای اطفال مکتب‌خانه بود. در دورهٔ فعلی تأکید برروی خدمت به زائرین به ویژه ضعفا، خدمت به مجاوران به ویژه مستضعفان، بهره‌گیری از ظرفیت فرهنگی آستان، نگهداری و نگهبانی از مجموعهٔ فضاها و بناهای آستان، حفاظت از موقوفات، سامان بخشیدن به بنگاه‌های اقتصادی و خدماتی آستان می‌باشد.

### خادمان حرم امام رضا
خادمان حرم امام رضا به افرادی اطلاق می‌شود که به امور حرم رسیدگی می‌کنند. این افراد غالباً به صورت افتخاری به این کار مشغول هستند. تعداد آنها تا سال ۱۳۹۱ خورشیدی نزدیک به ۸۰۰۰ نفر عنوان شده‌است که نیمی از آنان افتخاری هستند. خادمان افتخاری از میان اقشار مختلفی به این امر مشغول هستند. وظایفی که خادمان در حرم امام رضا برعهده دارند عبارتند از: غبارروبی، شست و شو و تطهیر، اجرای مراسم گل‌آرایی، باز و بسته کردن درب‌ها، برگزاری برخی مراسمات ویژه و…؛ به خادمانی که وظیفه نظافت و فرش کردن صحن‌ها را عهده‌دار هستند، فراش نیز گفته می‌شود. به خادمان افتخاری، خادمان تشرفی نیز گفته می‌شود. در گذشته به سرپرست خادمان، خادم‌باشی گفته می‌شد که بعدها به سرکشیک و ناظم‌کشیک تغییر نام یافت. پس از واقعه مسجد گوهرشاد در ۱۳۱۴ ه‍. ش، نظام کشیکی ملغی شد. با وجود اولین مسجد در نیمه دوم سده چهارم در حرم رضوی، احتمالاً اولین موذن‌های حرم از آن دوره فعالیت می‌کردند. برای حرم در طول دوره‌های مختلف چندین مؤذن یاد شده‌است. در برخی دوره‌ها تا ۱۰ مؤذن برای حرم گزارش شده که در سه نوبت به گفتن اذان مبادرت داشتند. آخرین مؤذن رسمی حرم محمد حسین‌پور اشراقی بود که تا سال ۱۳۷۴ ه‍.ش در حرم اذان می‌گفت و پس از آن و با نصب بلندگوها در حرم، وظیفه اذان در حرم بر عهده واحد صدای اداره تبلیغات اسلامی قرار گرفت.

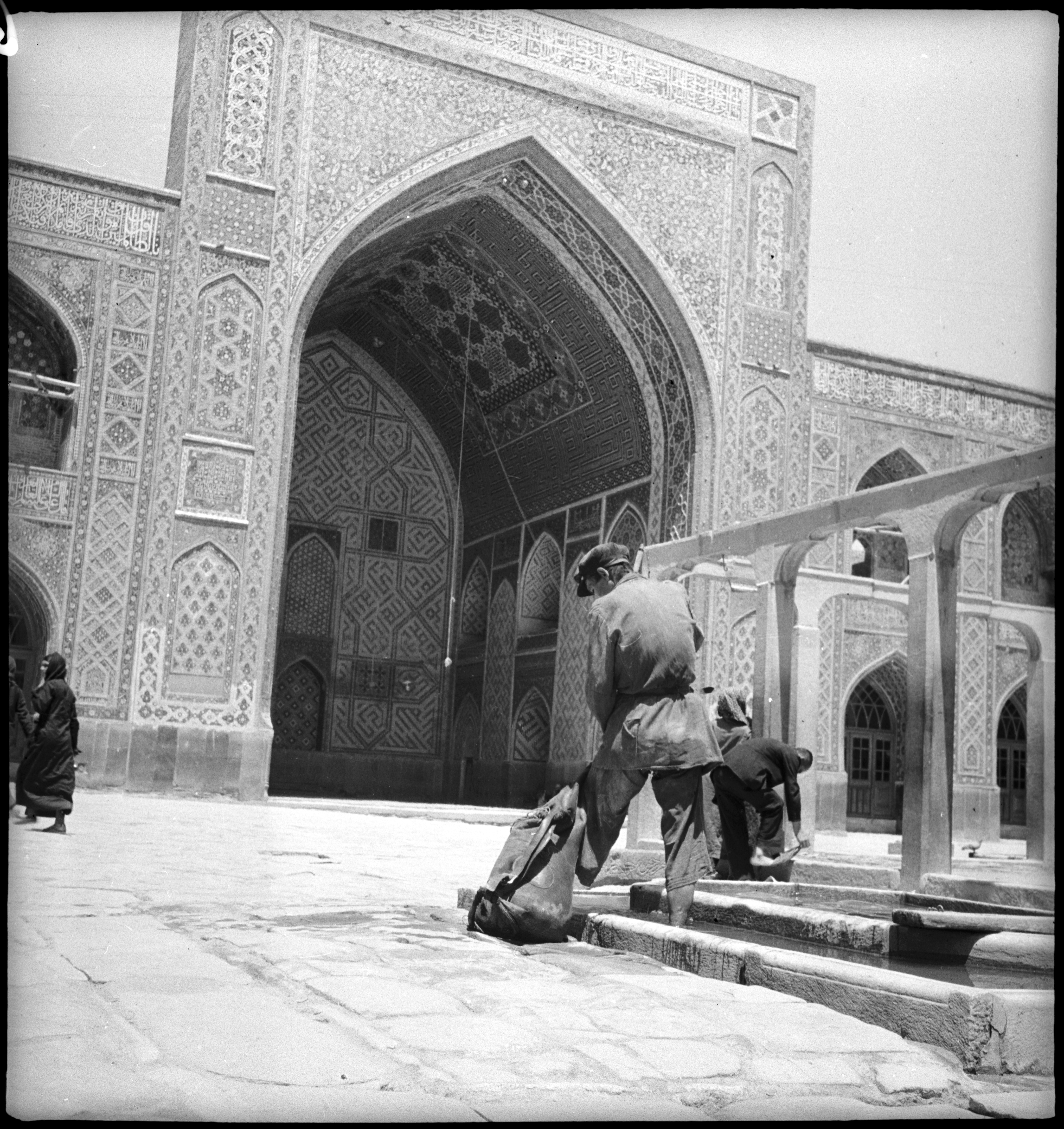
زائران در حال شستن پاهایشان پیش از ورود به حرم، حدوداً سال ۱۳۱۸ (عکس از آنه ماری شوارتسنباخ)

## آرامگاه‌های پیرامون
بسیاری از نامداران ایران در کنار آرامگاه و رواق‌های اطراف، به خاک سپرده شده‌اند. از جمله: 
| ر  | نام                      | تاریخ تدفین | توضیحات                                                                 |
| -- | ------------------------ | ----------- | ----------------------------------------------------------------------- |
| ۱  | شیخ حر عاملی             | ۱۰۷۲        | دانشمند، فقیه شیعه و مؤلف کتاب وسائل الشیعة                             |
| ۲  | شیخ بهایی                | ۱۰۰۰        | همه‌چیزدان                                                               |
| ۳  | محمدتقی مجلسی            | ۱۰۳۹        | فقیه و عارف شیعه                                                        |
| ۴  | الله‌وردی خان             | ۹۹۲         | فرمانده کل ارتش صفوی و حاکم ایالت فارس                                  |
| ۵  | شیخ طبرسی                | ؟           | دانشمند و فقیه شیعه                                                     |
| ۶  | عباس میرزا               | ۱۲۱۲        | ولیعهد قاجار                                                            |
| ۷  | اسدالله علم              | ۱۳۵۷        | نخست‌وزیر ایران                                                          |
| ۸  | حسنعلی نخودکی            | ۱۳۲۱        | فقیه، فیلسوف و عارف شیعه                                                |
| ۹  | سید ابراهیم رئیسی        | ۱۴۰۳        | رئیس‌جمهور ایران، رئیس قوه قضائیه، تولیت آستان قدس و نماینده مجلس خبرگان |
| ۱۰ | هارون‌الرشید              | ۱۹۳ ه.ق     | پنجمین خلیفه عباسی                                                      |
| ۱۱ | سلطانم بیگم              | ۱۵۹۳ م      | خیر و همسر شاه تهماسب یکم                                               |
| ۱۲ | پیر پالان‌دوز             | ۱۰۳۷ ه.ق    | درویش و بیست و هفتمین قطب ذهبيه                                         |
| ۱۳ | منوچهر اقبال             | ۱۳۵۶        | نخست وزیر ایران                                                         |
| ۱۴ | هاشم قزوینی              | ۱۳۳۹        | فقیه و استاد شیعه                                                       |
| ۱۵ | محمدتقی جعفری            | ۱۳۷۷        | روحانی، مفسر نهج‌البلاغه، فقیه، عارف، فیلسوف و مولوی شناس                |
| ۱۶ | علی فلسفی                | ۱۳۸۴        | روحانی و مجتهد شیعه                                                     |
| ۱۷ | سید حسن طباطبایی قمی     | ۱۳۸۶        | مرجع تقلید شیعه                                                         |
| ۱۸ | حسنعلی مروارید           | ۱۳۸۳        | فقیه و روحانی شیعه                                                      |
| ۱۹ | سید عزالدین حسینی زنجانی | ۱۳۹۲        | فیلسوف، مفسر و مرجع تقلید شیعه                                          |
| ۲۰ | محمدتقی آملی             | ۱۳۵۰        | مجتهد و فیلسوف                                                          |
| ۲۱ | ابوالقاسم خزعلی          | ۱۳۹۴        | روحانی، نماینده مجلس خبرگان قانون اساسی و عضو شورای نگهبان              |
| ۲۲ | محمد امامی کاشانی        | ۱۴۰۲        | نماینده مجلس خبرگان رهبری و امام جمعه موقت تهران                        |
| ۲۳ | عباس واعظ طبسی           | ۱۳۹۴        | تولیت آستان قدس رضوی و عضو مجلس خبرگان                                  |
| ۲۴ | سید عبدالکریم هاشمی‌نژاد  | ۱۳۶۰        | روحانی و نماینده مجلس شورای اسلامی                                      |
| ۲۵ | سید محمدهادی میلانی      | ۱۳۵۴        | مرجع تقلید شیعه                                                         |
| ۲۶ | محمود فرخ خراسانی        | ۱۳۶۰        | ادیب، شاعر و نماینده مجلس شورای ملی                                     |
| ۲۷ | سید حسن فیروزآبادی       | ۱۴۰۰        | رئیس ستاد کل نیروهای مسلح                                               |
| ۲۸ | علی معتمدی               | ۱۳۵۸        | سیاستمدار، دیپلمات و دیوان سالار دوران پهلوی                            |

## موقوفات

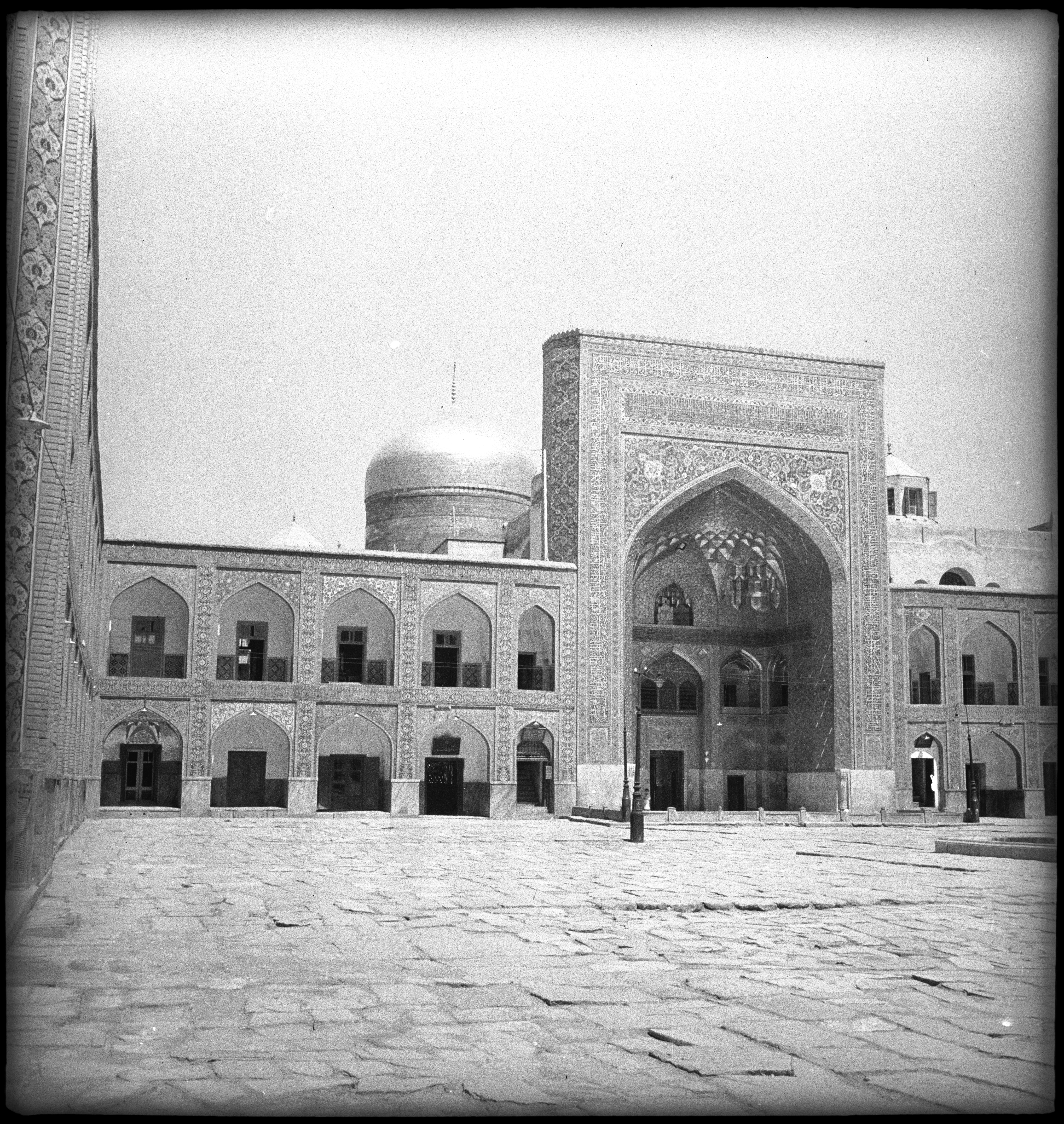
بارگاه اصلی حرم امام رضا در کنار مسجد گوهرشاد بین سال ۱۳۱۷ تا ۱۳۱۸

موقوفات حرم امام رضا و آستان قدس رضوی، گستره وسیعی از املاک و مستغلات را شامل می‌شود. آنچه از این موقوفات باقی مانده‌است، مربوط به پس از دوران صفویان است. همه املاک که وقف این آستان بوده‌اند و از میان رفته یا تصاحب شده‌اند، مشخص هستند. عادلشاه افشار یک صورت از موقوفات حرم را تهیه کرده‌است که در طومار علی‌شاه تنظیم شده‌است و اکنون در کتابخانه حرم محفوظ است. عضدالملک نیز که تولیت آستان در عصر قاجار را عهده‌دار بود، فهرستی از املاک و مستغلات موقوفه حرم را تنظیم کرد که به امضاء هیئت امنای آستان نیز رسید. این املاک به مرور زمان سند مالکیت به اسم آستان قدس دریافت کرده‌اند. این املاک شامل املاک کشاورزی، بازار، سرا، زمین، کارخانه، بیمارستان، حمام، باغ، کاریز، دکان و منزل است و بخش اصلی آنها در مشهد و شهرهای استان خراسان و برخی دیگر در سراسر ایران و بعضاً خارج از ایران نیز قرار دارند. قدیمی‌ترین موقوفه حرم بر اساس اسناد باقی‌مانده در آستان قدس رضوی، ۲۱ رقبه از جمله چند روستاست که بر اساس یک سند وقف‌نامه تنظیم شده به تاریخ ۹۳۱ ه‍.ق وقف آستان قدس شده‌است. این موقوفه امروزه به یک دامداری بزرگ مبدل شده‌است و تحت اداره آستان قدس است. علاوه بر املاک، کتاب‌ها نیز از موقوفات حرم بودند که موجب تأسیس کتابخانه حرم شدند. در سال ۱۳۱۷ ه‍. ق، کتابی با عنوان آثارالرضویه به دستور میرزا محمدرضا صدیق‌الدوله تهیه شد که دربردارنده ۱۷۰ فقره مدرک وقفی در ۳۶۱ صفحه است. به اهتمام حمید سیدی و غلامرضا پرنده، کتابی در چهار جلد با نام مجموعه وقف‌نامه‌های آستان قدس رضوی تهیه شده‌است که به جمع‌آوری و تایپ تمام اسناد وقف‌نامه‌های حرم امام رضا پرداخته‌است. کل وقف‌نامه‌های این کتاب ۴۶۱ مورد است که بر اساس تاریخ جمع شده‌اند. قدیمی‌ترین سند مربوط به وقف‌نامه‌ای متعلق به مسجد گوهرشاد است که مربوط به سال ۸۲۹ ه‍.ق است.
یکی از موقوفات حرم، منبری است ساخته شده از چوب گردو و گلابی که به شیوه منبت کاری اثر دست محمد نجار خراسانی است. این منبر در روزگاران سلطنت فتحعلی شاه قاجار ساخته شده‌است و سازنده آن نیت کرده‌است تا پس از ظهور حجت بن الحسن، او بر این منبر سخنرانی کند. از همین جهت نام این منبر در بین عموم به منبر صاحب الزمان مشهور شده‌است. ارتفاع این منبر از زمین ۷٫۵ متر، و دارای ۱۴ پله است و در زاویهٔ جنوبی ایوان مقصوره در نزدیکی محراب قرار دارد.

## در فرهنگ، هنر و ادبیات

### فرهنگ
در میان مردم ایران زیارت قبور بزرگان دین اهمیت خاصی دارد. زیارات امامان شیعه برای ایرانیان اهمیت ویژه‌ای دارد و از آن در فرهنگ عامی، به پابوسی امام نائل شدن گفته می‌شود. این عمل نزد ایرانیان از اعمال پر ثواب محسوب می‌شود که زیارت حرم امام رضا از جمله آن اعمال است. حیمز موریه گزارش می‌کند که هدف زائران علی بن موسی الرضا، نجات از دوزخ و وصول به بهشت است. جیمز بست در سفرنامه خود گزارش می‌کند که حتی گیاهان روییده در اطراف حرم برای زائران مقدس بوده‌است و مردم از آنها به عنوان تعویذ و شفادهنده استفاده می‌کردند. او همچنین حرم امام رضا را مشهورترین و مقدس‌ترین مکان در ایران توصیف می‌کند و گزارش می‌کند که مردمان برای گرفتن حاجت و شفا، مناسک‌های مختلفی چون بوسیدن ضریح و چرخاندن جسد میت در چهارگوشه حرم را انجام می‌دهند. به جهت حرمت و جایگاه ویژه حرم امام رضا در نظر حکومت‌ها و مردم، افراد مظلوم یا مجرم برای احقاق حق یا عفو به این مکان پناهنده می‌شدند. به این رفتار اصطلاحاً بست‌نشینی گفته می‌شد. این رسم در عهد صفویان مرسوم شد و در عهد قاجاریان رواج یافت. قدیمی‌ترین سند مربوط به بست‌نشینی در حرم متعلق به سال ۱۱۱۰ ه‍.ق است که بیگلربیگیان، به امرا و وزیران دستور می‌دهد تا نسبت به متحصین در حرم امام رضا با احترام برخورد شود و در صورتی که جماعتی از دزدان و قاتلان به حرم متحصن شدند، متولی آستان از جهت خورد و خوراک بر آنها سخت بگیرد تا خود آنان بست شکسته و خارج شوند تا مبادا به حریم حرم، بی‌احترامی شود. این رسم با سوء استفاده متخلفان به تدریج منسوخ شد. استفاده از پرچم از دیگر رسوم آستان قدس رضوی در حرم است که تاریخچه مشخصی برای آن وجود ندارد. در دوره تیموری، از علم و پرچمی یاد شده‌است که در هنگام استقبال از امرا و پادشاهان، استفاده می‌شد. در نسخه خطی متعلق به قرن دهم ه‍.ق نیز از پرچم آستان قدس نقاشی شده‌است که به صورت یک ترنج رسم شده‌است و اسامی چهارده معصوم بر گرد آن قرار گرفته‌اند. در دوره صفوی به افرادی با عنوان علم‌دار اشاره شده‌است. در عصر پهلوی دوم، صاحب منصبان آستان قدس در صدد تهیه پرچمی مخصوص برای آستان قدس شدند. از آن پس پرچمی سبز رنگ با عبارت «لا اله الا الله» بر یک سمت و «سلطان علی بن موسی الرضا» در سمت دیگرش تهیه شد. در دوره انقلاب اسلامی، این پرچم با تغییراتی در ظاهر، به بالای گنبد اصلی حرم نصب شد و طبق مراسماتی رسمی، در ایام مشخصی چون محرم و صفر، با پرچمی سیاه‌رنگ تغییر پیدا می‌کند. زائران و اهالی مشهد، طی رسوم قدیمی، ساعات پایانی سال شمسی را در رواق‌ها، صحن‌ها و اطراف حرم امام رضا می‌گذرانند تا سال نو را در این مکان تحویل نمایند.

### شعر
در اشعار بسیاری از مزار علی بن موسی الرضا یاد شده‌است و شاعران بسیاری به زیارت او ترغیب کرده‌اند. ابن باویه در این خصوص دو قصیده از صاحب بن عباد نقل می‌کند که زائران سرزمین طوس را مخاطب خویش قرار داده‌است. مجدود بن آدم سنایی و خاقانی شروانی از شاعران مشهور قرن ششم هستند که مزار علی بن موسی الرضا زیارت کرده و در مورد آن اشعاری سروده‌اند.

### میراث هنری
در سدهٔ ششم ه‍.ق ازارهٔ گنبدخانهٔ حرم با کاشی‌های ممتاز زرین‌فام که به کاشی سنجری معروف است مزین شد که این کاشی‌ها تاکنون در حرم موجودند. همچنین زیر مناره کتیبه‌ای به خط ثلث برجسته وجود دارد که صلوات بر پیامبر و معصومین بر آن به‌دست بهاءالدین محمد الخادم در سال ۱۱۴۲ ه‍.ق نوشته شده‌است. در کتیبهٔ گلدستهٔ بالای ایوان عباسی معروف به گلدستهٔ نادری نیز، صلوات بر امامان بر خشت‌های زراندود و به خط ثلث نوشته شده‌است. آینه کاری از هنرهای به کار رفته در حرم است که قدمت آن به وره صفوی می‌رسد. اولین آینه‌کاری حرم مربوط به بقعه اصلی است و به ترتیب قدمت در دارالسیاده، توحیدخانه، دارالولایه، دارالحجه، دارالرحمه، دارالهدایه، دارالحفاظ، دارالسعاده، دارالاخلاص، دارالسلام، دارالسرور، رواق شیخ بهایی، دارالزهد، دارالعباده، دارالشرف، دارالعزه و چند مقبره دیگر حرم صورت گرفته‌است. در بخش‌هایی از حرم، آینه‌کاری با شیشه‌های رنگارنگ و آینه‌های بی‌رنگ نیز صورت گرفته‌است. کتیبه‌کاری، کاشی‌کاری‌ها، مقرنس‌کاری، آجرکاری، گچ‌بری و معرق‌کاری‌های حرم، از آثار هنری است که در بخش‌های مختلف حرم وجود دارد. در همین خصوص کتابی با عنوان بارگاه رضا به قلم بیژن سعادت به دو زبان فارسی و انگلیسی تهیه شده‌است که در چهار جلد به معماری مجموعه حرم پرداخته‌است.

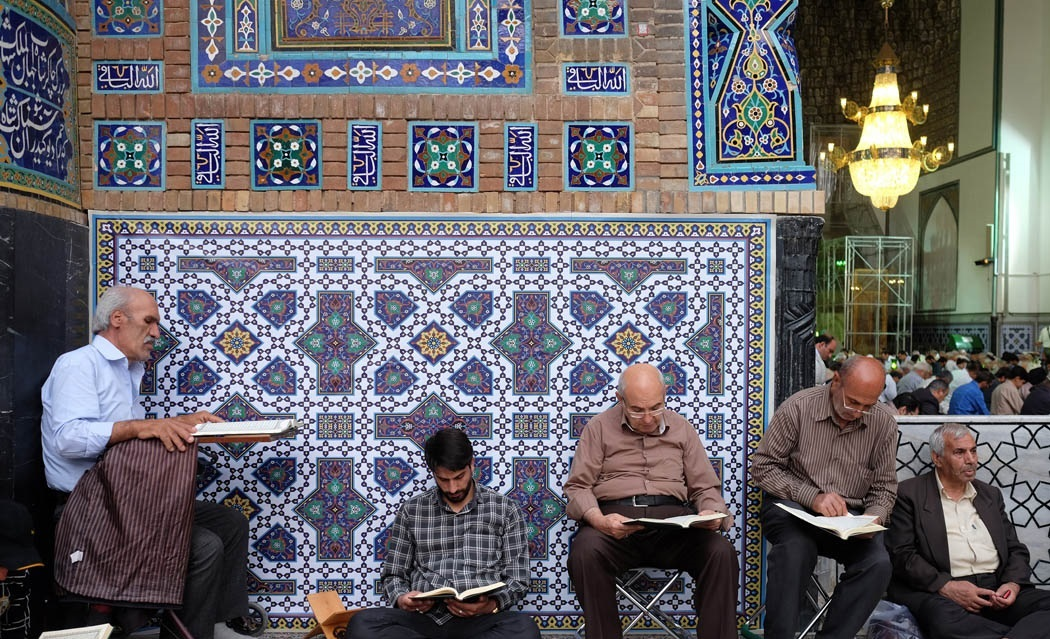
کاشی‌های دیواره‌های حرم که از سطح زمین تا ۱٫۵ متر ارتفاع در سرتاسر حرم وجود دارد و به ازاره مشهور است.
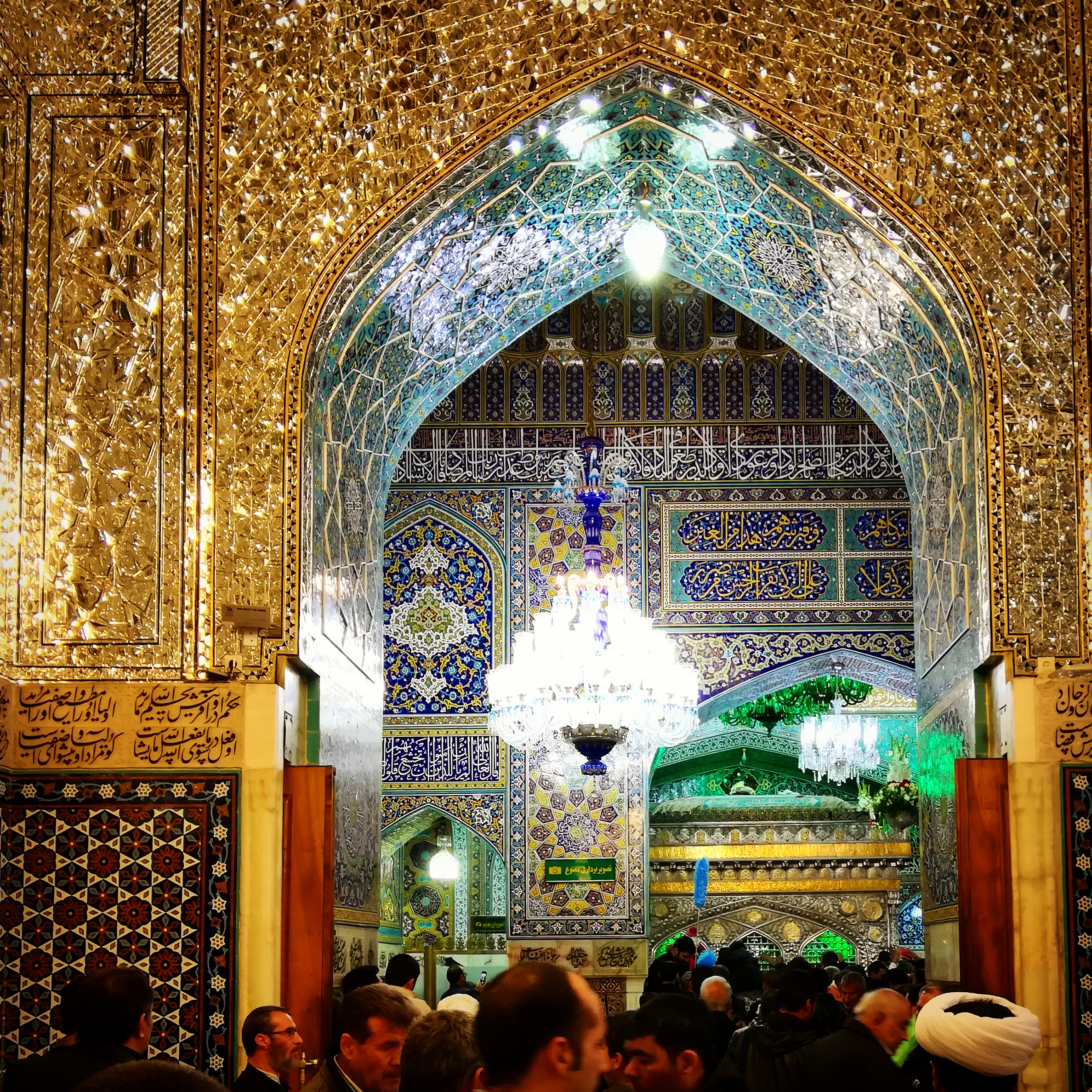
آینه‌کاری بخش بقعه اصلی، قدیمی‌ترین بخش آینه‌کاری شده حرم امام رضا